# ESV Kaufbeuren
Der Eissportverein Kaufbeuren (kurz ESVK, in Anlehnung an den historischen Namen Kaufbeurens und das Maskottchen „Joker“ auch Buron Joker) ist ein Eishockeyverein im bayerisch-schwäbischen Kaufbeuren. Als Kaufbeurer Adler war die ausgelagerte Profimannschaft des Vereins Gründungsmitglied der Deutschen Eishockey Liga, aus der sie jedoch in der Saison 1997/98 nach einem Konkurs ausscheiden musste. Der Verein ESVK setzte daraufhin den Spielbetrieb in der Saison 1998/99 fort.
Der ESVK trägt seine Heimspiele seit Oktober 2017 in der Energie Schwaben Arena aus.

## Geschichte

### Anfangsjahre des Kaufbeurer Eishockeys (1929 bis 1969)
| Saison  | Liga         | Klasse | Vorrunde  | Endrunde/Play-offs         |
| ------- | ------------ | ------ | --------- | -------------------------- |
| 1955/56 | BLL          | I I    | Meister   | Süddeutscher Vizemeister ↑ |
| 1956/57 | Oberliga Süd | I      | 5. Platz  | –                          |
| 1957/58 | Oberliga Süd | I      | 6. Platz  | 3. Platz Pokalrunde        |
| 1958/59 | Oberliga     | I I    | –         | Vizemeister ↑              |
| 1959/60 | Bundesliga   | I      | 8. Platz  | Relegation ↓               |
| 1960/61 | Oberliga     | I I    | –         | Meister ↑                  |
| 1961/62 | Bundesliga   | I      | 5. Platz  | 1. Platz ↓                 |
| 1962/63 | Bundesliga   | I      | 6. Platz  | 2. Platz ↓                 |
| 1963/64 | Bundesliga   | I      | 3. Platz  | 4. Platz                   |
| 1964/65 | Bundesliga   | I      | 3. Platz  | 4. Platz                   |
| 1965/66 | Bundesliga   | I      | 2. Platz  | 5. Platz                   |
| 1966/67 | Bundesliga   | I      | 5. Platz  | 3. Platz ↓                 |
| 1967/68 | Oberliga     | I I    | 3. Platz  | 3. Platz ↑                 |
| 1968/69 | Oberliga     | I I    | Meister/S | Meister ↑                  |

↑ ↓ in der Auf-/Abstiegsrunde
1929 wurde erstmals ein Verein unter dem Namen ESV Kaufbeuren gegründet, welcher allerdings einige Jahre später wieder aufgelöst wurde.
Der heutige ESV Kaufbeuren wurde schließlich 1946 durch Georg Leitner junior gegründet, woraufhin das erste Spiel am Kaiserweiher nahe dem Schwimmbad von Kaufbeuren stattfand. 1956 wurde mit dem Bau eines Kunsteisstadions am jetzigen Standort begonnen, in das der Verein nach dem Aufstieg in die Eishockey-Oberliga, der damals höchsten Spielklasse, im Jahr 1956 einzog. Zwei Jahre später verlor der ESVK mit 0:32 gegen den EC Bad Tölz, was bis heute die höchste vereinsinterne Niederlage sowie das torreichste Spiel und der höchste Sieg beziehungsweise die höchste Niederlage in der Geschichte der höchsten deutschen Eishockey-Spielklassen ist. Dieser Rekord konnte auch in der Deutschen Eishockey Liga bislang nicht überboten werden.
Nach dem Abstieg aus der neu gegründeten Bundesliga im folgenden Jahr konnte unter dem Trainer Xaver Unsinn in der Saison 1960/61 der direkte Wiederaufstieg sowie in den folgenden beiden Jahren der Klassenerhalt in der Bundesliga gefeiert werden. Leistungsträger des Teams waren Alfred Lutzenberger und Manfred Hubner, der 1966 mit 26 Toren als erster Kaufbeurer Spieler Torschützenkönig in der Bundesliga wurde. 1967 belegte der ESVK als Fünfter der Vorrunde jedoch lediglich den 3. Platz in der Relegationsrunde und musste somit erneut in die Oberliga absteigen.

### „Fahrstuhlmannschaft“ und Etablierung (1969 bis 1994)
| Saison  | Liga          | Vorrunde  | Endrunde/Play-offs | Zuschauer ø. |
| ------- | ------------- | --------- | ------------------ | ------------ |
| 1969/70 | 1. Bundesliga | 10. Platz | 1. Platz ↓         |              |
| 1970/71 | 1. Bundesliga | 8. Platz  | –                  |              |
| 1971/72 | 1. Bundesliga | 8. Platz  | –                  |              |
| 1972/73 | 1. Bundesliga | 10. Platz | –                  |              |
| 1973/74 | 2. Bundesliga | –         | Meister ↑          |              |
| 1974/75 | 1. Bundesliga | 10. Platz | –                  |              |
| 1975/76 | 2. Bundesliga | –         | Vizemeister        |              |
| 1976/77 | 2. Bundesliga | 3. Platz  | Meister            |              |
| 1977/78 | 2. Bundesliga | 3. Platz  | 3. Platz ↑         |              |
| 1978/79 | 1. Bundesliga | 12. Platz | 5. Platz ↓         |              |
| 1979/80 | 2. Bundesliga | –         | Meister ↑          |              |
| 1980/81 | 1. Bundesliga | 7. Platz  | Viertelfinale      |              |
| 1981/82 | 1. Bundesliga | 6. Platz  | Viertelfinale      |              |
| 1982/83 | 1. Bundesliga | 6. Platz  | Viertelfinale      |              |
| 1983/84 | 1. Bundesliga | 6. Platz  | 4. Platz           |              |
| 1984/85 | 1. Bundesliga | 5. Platz  | 4. Platz           | 3.106        |
| 1985/86 | 1. Bundesliga | 6. Platz  | Viertelfinale      | 2.883        |
| 1986/87 | 1. Bundesliga | 5. Platz  | Viertelfinale      | 4.770        |
| 1987/88 | 1. Bundesliga | 6. Platz  | Viertelfinale      | 4.188        |
| 1988/89 | 1. Bundesliga | 10. Platz | 4. Platz ↓         | 2.630        |
| 1989/90 | 2. Bundesliga | 3. Platz  | 3. Platz ↑         |              |
| 1990/91 | 2. Bundesliga | 3. Platz  | Meister            |              |
| 1991/92 | 1. Bundesliga | 10. Platz | 1. Runde ↓         | 3.760        |
| 1992/93 | 1. Bundesliga | 7. Platz  | Viertelfinale      | 3.040        |
| 1993/94 | 1. Bundesliga | 8. Platz  | Viertelfinale      | 3.527        |
| 1994/95 | DEL           | 11. Platz | Achtelfinale       | 3.027        |
| 1995/96 | DEL           | 15. Platz | Achtelfinale       | 2.757        |
| 1996/97 | DEL           | 12. Platz | 1. Runde ↓         | 2.954        |
| 1997/98 | DEL           | 16. Platz | disqualifiziert ↓  | 2.741        |

↑ ↓ in der Auf-/Abstiegsrunde Quelle: eishockey-online.com
Zwei Jahre später wurde als Oberligameister der Wiederaufstieg in die Bundesliga geschafft, zudem wurde das Kunsteisstadion in die jetzige Eishalle umgebaut. Im selben Jahr wurde der Besucherrekord von 7.000 Zuschauern bei einem Spiel gegen den Rivalen Augsburger EV aufgestellt. In den folgenden Jahren pendelte die Mannschaft immer wieder zwischen 1. und 2. Bundesliga, bis sich der Verein schließlich in den 1980er Jahren dauerhaft im Eishockey-Oberhaus etablieren konnte. In der Saison 1980/81 zog der ESV Kaufbeuren erstmals in die neugeschaffene Play-off-Runde ein, wo er am Ende im Viertelfinale scheiterte, während Stürmer Dieter Hegen mit 54 Treffern Torschützenkönig werden konnte. 1984 erreichte die Mannschaft mit Spielern wie Vladimír Martinec, Bohuslav Šťastný und Hegen schließlich sogar das Halbfinale und scheiterte schließlich im Spiel um Platz 3 am Mannheimer ERC, ebenso wie ein Jahr später am Kölner EC. In der Spielzeit 1986/87 war der Verein lange Zeit Tabellenführer der Bundesliga, rutschte dann jedoch auf Platz 5 ab und scheitert im Viertelfinale in vier Spielen an Mannheim.
1989 stieg der ESVK nach einer schwachen Saison erstmals seit 1979 wieder in die 2. Bundesliga ab. Das entscheidende letzte Spiel gegen den Krefelder EV wurde mit 2:3 verloren, ein Unentschieden hätte den Klassenerhalt bedeutet. 1990 wurde der Aufstieg in die Bundesliga erst am letzten Spieltag aus der Hand gegeben, da der ESVK zwar 4:1 gegen den EHC Freiburg in Führung ging, aber schließlich mit 4:5 verlor, während ein Unentschieden zum Aufstieg gereicht hätte. Diesen erreichte der Verein schließlich in der Saison 1990/91 und gehörte der höchsten Spielklasse bis zu deren Auflösung 1994 an.

### DEL und wirtschaftlicher Niedergang (1994 bis 1998)

Logo der Kaufbeurer Adler (1994–1998)

Zur Saison 1994/95 war die ausgegliederte Profimannschaft Kaufbeurer Adler schließlich Gründungsmitglied der neu geschaffenen Deutschen Eishockey Liga, in der sie zweimal das Play-off-Achtelfinale erreichen und einmal in den Play-downs den Klassenerhalt sichern konnten. Nach nur wenigen Spieltagen der Saison 1997/98 mussten die Adler jedoch schließlich aufgrund finanzieller Probleme Insolvenz anmelden, woraufhin die Mannschaft vom Spielbetrieb ausgeschlossen wurde.

### Neuanfang und Wiederaufstieg (1998 bis 2015)
| Saison  | Liga          | Klasse | Vorrunde  | Endrunde/Play-offs | Zuschauer ø. |
| ------- | ------------- | ------ | --------- | ------------------ | ------------ |
| 1998/99 | 2. Liga Süd   | I V    | 8. Platz  | 1. Platz ↓         | 2.165        |
| 1999/00 | RL Süd        | I V    | Meister   | 1. Platz ↑         | 1.751        |
| 2000/01 | OL-Süd        | I I I  | 3. Platz  | Viertelfinale      | 2.154        |
| 2001/02 | Oberliga      | I I I  | 2. Platz  | Vizemeister ↑      | 2.240        |
| 2002/03 | 2. Bundesliga | I I    | 13. Platz | Play-downs         | 2.151        |
| 2003/04 | 2. Bundesliga | I I    | 10. Platz | 2. Platz ↓         | 1.942        |
| 2004/05 | 2. Bundesliga | I I    | 13. Platz | 3. Platz ↓         | 1.826        |
| 2005/06 | 2. Bundesliga | I I    | 9. Platz  | 2. Platz ↓         | 1.980        |
| 2006/07 | 2. Bundesliga | I I    | 13. Platz | PD Abstieg ↓       | 1.735        |
| 2007/08 | OL-Süd        | I I I  | 4. Platz  | Halbfinale         | 1.730        |
| 2008/09 | OL-Süd        | I I I  | 3. Platz  | Meister ↑          | 1.985        |
| 2009/10 | 2. Bundesliga | I I    | 10. Platz | Viertelfinale      | 2.242        |
| 2010/11 | 2. Bundesliga | I I    | 5. Platz  | Viertelfinale      | 2.073        |
| 2011/12 | 2. Bundesliga | I I    | 5. Platz  | Viertelfinale      | 2.128        |
| 2012/13 | 2. Bundesliga | I I    | 12. Platz | –                  | 1.661        |
| 2013/14 | DEL 2         | I I    | 10. Platz | 4. Platz ↓         | 1.574        |
| 2014/15 | DEL 2         | I I    | 14. Platz | 3. Platz ↓         | 1.533        |
| 2015/16 | DEL 2         | I I    | 12. Platz | 3. Platz ↓         | 1.712        |
| 2016/17 | DEL 2         | I I    | 5. Platz  | Halbfinale         | 1.964        |
| 2017/18 | DEL 2         | I I    | 4. Platz  | Halbfinale         | 2.642        |
| 2018/19 | DEL 2         | I I    | 4. Platz  | Halbfinale         | 2.711        |
| 2019/20 | DEL 2         | I I    | 9. Platz  | –                  | 2.627        |
| 2020/21 | DEL 2         | I I    | 6. Platz  | Viertelfinale      | –            |
| 2021/22 | DEL 2         | I I    | 8. Platz  | Pre–PO             | 809          |
| 2022/23 | DEL 2         | I I    | 3. Platz  | Viertelfinale      | 2.443        |
| 2023/24 | DEL 2         | I I    | 5. Platz  | Halbfinale         | 2.664        |
| 2024/25 | DEL 2         | I I    | 11. Platz | PD 1. Runde        | 2.501        |

↑ ↓ in der Auf-/Abstiegsrunde Quelle: eishockey-online.com
Zur Spielzeit 1998/99 setzte die erste Mannschaft des ESV Kaufbeuren den Spielbetrieb in der viertklassigen 2. Liga Süd fort, nachdem die Lizenz erst kurz vor Saisonbeginn erteilt wurde. Als Meister der inzwischen wieder in Regionalliga umbenannten Spielklasse qualifizierte sich die Mannschaft 2000 für die Oberliga Süd, als Vizemeister konnte nach zwei Jahren die Rückkehr in die 2. Bundesliga gefeiert werden. In den folgenden Jahren konnte der ESVK den Klassenerhalt jeweils in den Play-downs beziehungsweise der Abstiegsrunde sichern. Im Sommer 2006 trat Präsident Bernhard Pohl nach einem internen Machtkampf mit Trainer Peter Ustorf zurück, neuer Vorsitzender wurde Kurt Dollhofer. Im November wurde schließlich auch der Vertrag mit Ustorf aufgelöst, nachdem die zuvor versprochenen Erfolge ausblieben. Daraufhin wurde der ehemalige Kaufbeurer Verteidiger und Nationalspieler Dieter Medicus, Mitglied der legendären Verteidigerformation „Kaufbeurer Stadtmauer“ zum Teamchef ernannt.
Medicus trat Februar 2007 von seinem Amt zurück, woraufhin er durch Mike Bullard ersetzt wurde. Nach einer 0:5-Niederlage im siebten Play-down-Spiel beim ETC Crimmitschau stieg der ESV Kaufbeuren schließlich im selben Jahr in die Oberliga ab, wo er in der Saison 2007/08 Hauptrunde den vierten Platz belegte, aber bereits im Viertelfinale an den Dresdner Eislöwen scheiterte und sich somit nicht für den DEB-Pokal in der nächsten Saison qualifizieren konnte. Die Vorrunde der Spielzeit 2008/09 schlossen die Joker mit einem dritten Platz ab und erreichten das Play-off-Finale, welches mit 3:1 Spielen gegen den EC Peiting gewonnen wurde. Als Meister der Oberliga Süd qualifizierte sich der ESVK damit sportlich für die Zweitligasaison 2009/10. In den drei folgenden Spielzeiten erreichte der ESV Kaufbeuren jeweils trotz einem der niedrigsten Etats der Liga die Play-offs, schied aber 2010 und 2011 gegen die Schwenninger Wild Wings im Viertelfinale aus; 2012 unterlag der ESV Kaufbeuren dem späteren Vizemeister Starbulls Rosenheim im Viertelfinale. In den darauffolgenden Saisonen gelang nicht mehr der Sprung in die Meisterschaftsplayoffs.

### Erneute Auslagerung der 1. Mannschaft in die ESVK Spielbetriebs GmbH (ab 2015)
Am 26. März 2015 beschloss die außerordentliche Mitgliederversammlung des Vereins ESVK die Auslagerung der 1. Mannschaft in die ESVK Spielbetriebs GmbH, zu deren Geschäftsführer Michael Kreitl bestellt wurde.
Direkt nach dem Ende der Saison 2015/16 gab der ESVK die ersten Vertragsverlängerungen bekannt. Ende Juli 2016 trat der Cheftrainer Toni Krinner aus familiären Gründen zurück; als Nachfolger wurde Andreas Brockmann verpflichtet. Im März 2017 erhielt der Torhüter Stefan Vajs die Auszeichnung „Spieler des Jahres“ und „Torhüter des Jahres“ der DEL2. Anfang April 2020 wurde bekannt gegeben, dass sich der Verein von Cheftrainer Brockmann trennt. Wenige Tage später wurde Rob Pallin als neuer Cheftrainer vorgestellt. Pallin teilte dem Verein im Oktober 2021 mit, dass er aus persönlichen Gründen seinen Vertrag vorzeitig auflösen möchte. Nur wenige Tage später wurde bekannt gegeben, dass Tray Tuomie als neuer Trainer gefunden wurde, der zuvor bei den Augsburger Panthern gearbeitet hatte.
Im Februar 2025 gaben die  Gesellschafter der ESVK Spielbetriebs GmbH & Co. KG bekannt, den Vertrag mit Geschäftsführer Michael Kreitl, der am 30. April 2025 endet, nicht zu verlängern. Kreitl führte den Verein als Geschäftsführer und sportlicher Leiter und in Doppelfunktion und war in zahlreichen Gremien – vor allem in der DEL2 – aktiv. Unter seiner Führung verzeichnete der ESVK mehrere Erfolge, darunter vier Halbfinalteilnahmen in der DEL2.

### Erfolge
- Bundesliga Hauptrunde 2. Platz 1966
- Bundesliga Hauptrunde 3. Platz 1964, 1965
- Aufsteiger in die Bundesliga 1961, 1974, 1980, 1991
- Aufstieg in die Oberliga (1. Liga) 1956
- 2. Eishockey-Bundesliga Rekordmeister (4)
- Deutscher Zweitliga-Rekordmeister (6)
- Vierfacher Deutscher Zweitliga-Meister
- Deutscher Oberligameister (2. Liga) 1961, 1969
- Deutscher Oberliga Vizemeister (2. Liga) 1976
- Süddeutscher Vizemeister 1956
- Bayerischer Meister (2. Liga) 1956, Gr. C 1955
- Meister Oberliga Süd 2009, Vizemeister Süd 2002
- Meister Regionalliga Süd 2000
- Bayerischer Vizemeister[13] (2. Liga) 1954

## Mannschaften

### Kader der Saison 2025/26
Stand: 28. Juni 2025
| Nr. | Nat.               | Spieler               | Pos. | Geburtsdatum       | im Team seit | Geburtsort                          |
| --- | ------------------ | --------------------- | ---- | ------------------ | ------------ | ----------------------------------- |
| 31  |                    | Rihards Babulis       | G    | 19. März 2003      | 2023         | Jūrmala, Lettland                   |
| 30  | Deutschland        | Daniel Fießinger      | G    | 20. November 1996  | 2022         | Marktoberdorf, Deutschland          |
|     | Deutschland        | Nicolas Appendino     | D    | 1. Februar 1999    | 2025         | Kempten, Deutschland                |
|     | Deutschland        | Bernhard Ebner        | D    | 12. September 1990 | 2025         | Schongau, Deutschland               |
| 13  | Deutschland        | Fabian Koziol         | D    | 11. Oktober 1999   | 2017         | Füssen, Deutschland                 |
|     | Deutschland        | Paul Mayer            | D    | 25. September 2005 | 2025         | Kaufbeuren, Deutschland             |
| 27  | Deutschland        | Jakob Peukert         | D    | 27. November 2005  | 2015         | Kaufbeuren, Deutschland             |
|     | Deutschland        | John Rogl             | D    | 3. Mai 1996        | 2025         | Landshut, Deutschland               |
| 71  |                    | Sami Blomqvist        | RW   | 12. Juni 1990      | 2016         | Örnsköldsvik, Schweden              |
|     | Deutschland        | Yannik Burghart       | F    | 4. April 2002      | 2025         | Starnberg, Deutschland              |
| 8   | Vereinigte Staaten | Joe Cassetti          | C    | 28. Februar 1999   | 2025         | Pleasanton, Kalifornien, USA        |
| 7   | Deutschland        | Jonas Fischer         | F    | 5. Januar 2005     | 2018         | Sonthofen, Deutschland              |
|     | Deutschland        | Maximilian Hadraschek | C    | 11. Dezember 1994  | 2025         | Sonthofen, Deutschland              |
|     |                    | D’Artagnan Joly       | RW   | 7. April 1999      | 2025         | Gatineau, Québec, Kanada            |
|     | Finnland           | Henri Kanninen        | C    | 17. Oktober 1994   | 2025         | Jyväskylä, Finnland                 |
|     | Deutschland        | Max Kislinger         | C    | 11. Februar 1998   | 2025         | Garmisch-Partenkirchen, Deutschland |
| 39  |                    | Jere Laaksonen        | C    | 28. Februar 1991   | 2022         | Eurajoki, Finnland                  |
|     |                    | Tyson McLellan        | C    | 17. Februar 1996   | 2025         | Swift Current, Saskatchewan, Kanada |
| 9   | Deutschland        | Max Oswald            | F    | 12. November 2000  | 2020         | Mindelheim, Deutschland             |
|     | Deutschland        | Florian Reinwald      | F    | 11. Juli 2007      | 2025         | Ingolstadt, Deutschland             |
|     |                    | Alec Zawatsky         | LW   | 15. Dezember 1999  | 2025         | Landshut, Deutschland               |

| Pos.       | Nat.   | Name             | Geburtsdatum   | im Team seit | Geburtsort                |
| ---------- | ------ | ---------------- | -------------- | ------------ | ------------------------- |
| Trainer    | Kanada | Todd Warriner    | 3. Januar 1974 | 2025         | Blenheim, Ontario, Kanada |
| Co-Trainer | Kanada | Andrew Donaldson |                | 2025         |                           |

### Ehemalige Mannschaften

#### Saison 2009/10 der 2. Eishockey-Bundesliga
Der Angreifer Jordan Webb war der Topscorer der Saison.

| Torhüter    | Torhüter         | Torhüter             | Torhüter             | Torhüter           | Torhüter                            | Torhüter     | Torhüter             |
| Nr.         |                  | Name                 | Name                 | Geburtsdatum       | Geburtsort                          | Im Team seit | Letztes Team         |
| ----------- | ---------------- | -------------------- | -------------------- | ------------------ | ----------------------------------- | ------------ | -------------------- |
| 30          | Deutschland      | Simon Schreiber      | Simon Schreiber      | 14. November 1989  | Kaufbeuren, Deutschland             | 2007         | eigene Jugend        |
| 34          | Italien          | Thomas Tragust       | Thomas Tragust       | 27. Mai 1986       | Schlanders, Italien                 | 2009         | SHC Fassa            |
| 35          | Deutschland      | Florian Hechenrieder | Florian Hechenrieder | 4. August 1986     | Weilheim, Deutschland               | 2009         | SC Riessersee        |
| Verteidiger |                  |                      |                      |                    |                                     |              |                      |
| Nr.         |                  | Name                 | Name                 | Geburtsdatum       | Geburtsort                          | Im Team seit | Letztes Team         |
| 4           | Deutschland      | Robert Paule         | Robert Paule         | 8. Dezember 1981   | Rosenheim, Deutschland              | 2007         | Wölfe Freiburg       |
| 7           | Schweden         | Emil Ekblad – C      | Emil Ekblad – C      | 8. März 1975       | Huddinge, Schweden                  | 2008         | IK Oskarshamn        |
| 8           | Schweden         | Mats Lindmark – A    | Mats Lindmark – A    | 21. Oktober 1974   | Umeå, Schweden                      | 2009         | SC Riessersee        |
| 39          | Deutsch-Tscheche | Jakub Körner         | Jakub Körner         | 3. Dezember 1979   | Brünn, Tschechoslowakei             | 2009         | Dresdner Eislöwen    |
| 43          | Deutschland      | Florian Bindl        | Florian Bindl        | 13. September 1983 | Garmisch-Partenkirchen, Deutschland | 2009         | EV Füssen            |
| 86          | Deutschland      | Christoph Aßner      | Christoph Aßner      | 28. Februar 1988   | Kaufbeuren, Deutschland             | 2005         | eigene Jugend        |
| 91          | Deutschland      | Marc Stotz           | Marc Stotz           | 7. August 1988     | Memmingen, Deutschland              | 2008         | eigene Jugend        |
| Angreifer   |                  |                      |                      |                    |                                     |              |                      |
| Nr.         |                  | Name                 | Pos                  | Geburtsdatum       | Geburtsort                          | Im Team seit | Letztes Team         |
| 5           | Deutschland      | Johannes Sigl        |                      | 16. März 1989      |                                     |              | eigene Jugend        |
| 6           | Deutschland      | Daniel Oppolzer      | RW                   | 28. Januar 1989    | Kaufbeuren, Deutschland             | 2007         | SC Riessersee        |
| 9           | Deutschland      | Maximilian Schäffler |                      | 30. März 1992      | Kaufbeuren, Deutschland             |              | eigene Jugend        |
| 14          | Japan            | Gō Tanaka            | C                    | 6. Oktober 1983    | Japan                               | 2009         | Seibu Prince Rabbits |
| 17          | Kanada           | Mike Wehrstedt       |                      | 28. Mai 1982       | Thunder Bay, Ontario, Kanada        | 2009         | Lakehead University  |
| 18          | Kanada           | Jordan Webb          | LW                   | 10. Februar 1981   | Napean, Ontario, Kanada             | 2007         | Hannover Indians     |
| 21          | Deutschland      | Anton Saal           | LW                   | 25. Januar 1986    | Schongau, Deutschland               | 2009         | Starbulls Rosenheim  |
| 22          | Deutschland      | Petr Sikora – A      | C                    | 27. Oktober 1970   | Karviná, Tschechoslowakei           | 2009         | Dresdner Eislöwen    |
| 29          | Kanada           | Rob McFeeters        | C                    | 8. August 1979     | Orillia, Ontario, Kanada            | 2007         | Fresno Falcons       |
| 37          | Deutschland      | Marco Habermann      |                      | 19. Januar 1991    | Peißenberg, Deutschland             | 2009         | EC Peiting           |
| 74          | Deutschland      | Daniel Menge         | W                    | 14. Januar 1983    | München, Deutschland                | 2010         | Tölzer Löwen         |
| 87          | Deutschland      | Dominik Krabbat      | RW                   | 3. April 1987      | Schongau, Deutschland               | 2008         | Augsburger Panther   |

| Offizielle | Offizielle | Offizielle    | Offizielle   | Offizielle | Offizielle   | Offizielle   |
| Tätigkeit  |            | Name          | Geburtsdatum | Geburtsort | Im Team seit | Letztes Team |
| ---------- | ---------- | ------------- | ------------ | ---------- | ------------ | ------------ |
| Trainer    | Kanada     | Kenneth Latta | 12. Mai 1962 |            |              | EV Landsberg |

Legende: C = Center, W = Flügelstürmer, RW = Rechter Flügelstürmer, LW = Linker Flügelstürmer, F = Stürmer

#### Saison 2010/11 der 2. Eishockey-Bundesliga
Mit den Angreifern Daniel Menge (Platz 4) und Petr Sikora (Platz 10) waren 2 Spieler des ESVK unter den 10 Topscorern der Saison.
| Torhüter    | Torhüter         | Torhüter             | Torhüter             | Torhüter           | Torhüter                          | Torhüter     | Torhüter            |
| Nr.         |                  | Name                 | Name                 | Geburtsdatum       | Geburtsort                        | Im Team seit | Letztes Team        |
| ----------- | ---------------- | -------------------- | -------------------- | ------------------ | --------------------------------- | ------------ | ------------------- |
| 1           | Deutschland      | Florian Neumann      | Florian Neumann      | 15. Januar 1992    | Kaufbeuren, Deutschland           |              | eigene Jugend       |
| 32          | Deutschland      | Stefan Vajs          | Stefan Vajs          | 13. Juli 1988      | Bonn, Deutschland                 | 2010         | Kölner Haie         |
| Verteidiger |                  |                      |                      |                    |                                   |              |                     |
| Nr.         |                  | Name                 | Name                 | Geburtsdatum       | Geburtsort                        | Im Team seit | Letztes Team        |
| 3           | Deutschland      | Sven Schittenhelm    | Sven Schittenhelm    | 18. Januar 1990    | Ingolstadt, Deutschland           | 2008         | eigene Jugend       |
| 4           | Kanada           | Rob Brown            | Rob Brown            | 9. April 1981      | Brockville, Ontario, Kanada       | 2010         | Dresdner Eislöwen   |
| 5           | Deutschland      | Daniel Kress         | Daniel Kress         | 13. Juli 1990      | Kaufbeuren, Deutschland           |              | Delaware Ducks      |
| 20          | Deutschland      | Patrick Seifert FL   | Patrick Seifert FL   | 22. April 1990     | Augsburg, Deutschland             | 2010         | EHC München         |
| 39          | Deutsch-Tscheche | Jakub Körner         | Jakub Körner         | 3. Dezember 1979   | Brünn, Tschechoslowakei           | 2009         | Dresdner Eislöwen   |
| 44          | Deutschland      | Martin Hoffmann      | Martin Hoffmann      | 15. Mai 1984       | Bergen auf Rügen, DDR             | 2010         | EV Landsberg        |
| 67          | Deutschland      | Bernhard Ebner       | Bernhard Ebner       | 12. September 1990 | Schongau, Deutschland             | 2010         | SC Riessersee       |
| 86          | Deutschland      | Christoph Aßner – C  | Christoph Aßner – C  | 28. Februar 1988   | Kaufbeuren, Deutschland           | 2005         | eigene Jugend       |
| 94          | Deutschland      | Benedikt Brückner FL | Benedikt Brückner FL | 1. Januar 1990     | Marktoberdorf, Deutschland        | 2010         | Straubing Tigers    |
| Angreifer   |                  |                      |                      |                    |                                   |              |                     |
| Nr.         |                  | Name                 | Name                 | Geburtsdatum       | Geburtsort                        | Im Team seit | Letztes Team        |
| 7           | Kanada           | Mark Soares          | W                    | 30. Mai 1985       | Burnaby, British Columbia, Kanada | 2010         | Lakehead University |
| 9           | Deutschland      | Maximilian Schäffler | W                    | 30. März 1992      | Kaufbeuren, Deutschland           |              | eigene Jugend       |
| 10          | Deutschland      | Marco Habermann      | W                    | 19. Januar 1991    | Peißenberg, Deutschland           | 2009         | EC Peiting          |
| 12          | Deutschland      | Michael Fröhlich     | W                    | 23. Juli 1986      | Rosenheim, Deutschland            | 2009         | EC Peiting          |
| 16          | Kanada           | Mike Wehrstedt       | W                    | 28. Mai 1982       | Thunder Bay, Ontario, Kanada      | 2009         | Lakehead University |
| 21          | Deutschland      | Anton Saal           | LW                   | 25. Januar 1986    | Schongau, Deutschland             | 2009         | Starbulls Rosenheim |
| 22          | Deutschland      | Petr Sikora – A      | C                    | 27. Oktober 1970   | Karviná, Tschechoslowakei         | 2009         | Dresdner Eislöwen   |
| 25          | Kanada           | Scott Dobben – A     | C                    | 10. April 1984     | Drayton, Ontario, Kanada          | 2010         | Lakehead University |
| 29          | Kanada           | Rob McFeeters        | C                    | 8. August 1979     | Orillia, Ontario, Kanada          | 2007         | Fresno Falcons      |
| 61          | Deutschland      | Christoph Fröhlich   | W                    | 7. November 1991   | Kaufbeuren, Deutschland           |              | eigene Jugend       |
| 74          | Deutschland      | Daniel Menge         | W                    | 14. Januar 1983    | München, Deutschland              | 2010         | Tölzer Löwen        |
| 87          | Deutschland      | Dominik Krabbat      | RW                   | 3. April 1987      | Schongau, Deutschland             | 2008         | Augsburger Panther  |

| Offizielle | Offizielle  | Offizielle      | Offizielle   | Offizielle   | Offizielle | Offizielle   |               |
| Tätigkeit  |             | Name            | Name         | Geburtsdatum | Geburtsort | Im Team seit | Letztes Team  |
| ---------- | ----------- | --------------- | ------------ | ------------ | ---------- | ------------ | ------------- |
| Trainer    | Kanada      | Kenneth Latta   | 19. Mai 1962 |              |            |              | EV Landsberg  |
| Assistent  | Deutschland | Robert Köcheler | 2. Juni 1963 |              |            |              | EHC Sonthofen |

Legende: C = Center, W = Flügelstürmer, RW = Rechter Flügelstürmer, LW = Linker Flügelstürmer, F = Stürmer

#### Saison 2011/12 der 2. Eishockey-Bundesliga
Mit dem Angreifer Brady Leisenring (Platz 5) war ein Spieler des ESVK unter den 10 Topscorern der Saison. Wie im Vorjahr stellte die Mannschaft mit einem Durchschnittsalter von knapp 24 Jahren das jüngste Team der 2. Eishockey-Bundesliga.
| Torhüter    | Torhüter           | Torhüter             | Torhüter        | Torhüter           | Torhüter                          | Torhüter     | Torhüter                |
| Nr.         |                    | Name                 | Name            | Geburtsdatum       | Geburtsort                        | Im Team seit | Letztes Team            |
| ----------- | ------------------ | -------------------- | --------------- | ------------------ | --------------------------------- | ------------ | ----------------------- |
| 32          | Deutschland        | Stefan Vajs          | Stefan Vajs     | 13. Juli 1988      | Bonn, Deutschland                 | 2010         | Kölner Haie             |
| 36          | Deutschland        | Stefan Horneber      | Stefan Horneber | 6. Januar 1986     | Nürnberg, Deutschland             | 2011         | Eispiraten Crimmitschau |
| Verteidiger |                    |                      |                 |                    |                                   |              |                         |
| Nr.         |                    | Name                 | Name            | Geburtsdatum       | Geburtsort                        | Im Team seit | Letztes Team            |
| 4           | Kanada             | Rob Brown            | Rob Brown       | 9. April 1981      | Brockville, Ontario, Kanada       | 2010         | Dresdner Eislöwen       |
| 5           | Deutschland        | Mathias Müller       | Mathias Müller  | 5. November 1992   | Deutschland                       | 2011         | EV Füssen               |
| 39          | Deutsch-Tscheche   | Jakub Körner         | Jakub Körner    | 3. Dezember 1979   | Brünn, Tschechoslowakei           | 2009         | Dresdner Eislöwen       |
| 64          | Deutschland        | Jannick Woidtke      | Jannick Woidtke | 14. Mai 1991       | Düsseldorf, Deutschland           | 2011         | Füchse Duisburg         |
| 67          | Deutschland        | Bernhard Ebner       | Bernhard Ebner  | 12. September 1990 | Schongau, Deutschland             | 2010         | SC Riessersee           |
| 86          | Deutschland        | Christoph Aßner      | Christoph Aßner | 28. Februar 1988   | Kaufbeuren, Deutschland           | 2005         | eigene Jugend           |
| Angreifer   |                    |                      |                 |                    |                                   |              |                         |
| Nr.         |                    | Name                 | Pos             | Geburtsdatum       | Geburtsort                        | Im Team seit | Letztes Team            |
| 7           | Kanada             | Mark Soares          | W               | 30. Mai 1985       | Burnaby, British Columbia, Kanada | 2010         | Lakehead University     |
| 9           | Deutschland        | Maximilian Schäffler | W               | 30. März 1992      | Kaufbeuren, Deutschland           |              | eigene Jugend           |
| 10          | Deutschland        | Marco Habermann      | W               | 19. Januar 1991    | Peißenberg, Deutschland           | 2009         | EC Peiting              |
| 14          | Vereinigte Staaten | Brady Leisenring     | C               | 7. September 1982  | Stowe, Vermont, USA               | 2011         | Bridgeport Sound Tigers |
| 18          | Deutschland        | Tobias Riefler       |                 | 23. Juli 1991      | Kaufbeuren, Deutschland           |              | eigene Jugend           |
| 19          | Deutschland        | Christian Grosch     |                 | 8. April 1980      | Erfurt, DDR                       | 2011         | Lausitzer Füchse        |
| 29          | Kanada             | Rob McFeeters        | C               | 8. August 1979     | Orillia, Ontario, Kanada          | 2007         | Fresno Falcons          |
| 61          | Deutschland        | Christoph Fröhlich   | W               | 7. November 1991   | Kaufbeuren, Deutschland           |              | eigene Jugend           |
| 74          | Deutschland        | Daniel Menge         | W               | 14. Januar 1983    | München, Deutschland              | 2010         | Tölzer Löwen            |
| 76          | Kanada             | Levi Nelson          | C               | 28. April 1988     | Calgary, Alberta, Kanada          | 2011         | Norfolk Admirals        |
| 79          | Kanada             | Andrew McPherson     | W               | 28. April 1979     | Dauphin, Manitoba, Kanada         | 2011         | Hannover Indians        |
| 87          | Deutschland        | Dominik Krabbat      | RW              | 3. April 1987      | Schongau, Deutschland             | 2008         | Augsburger Panther      |
| 90          | Deutschland        | Andreas Morhardt     |                 | 5. September 1990  | Kaufbeuren, Deutschland           |              | eigene Jugend           |

| Offizielle | Offizielle | Offizielle    | Offizielle   | Offizielle                   | Offizielle   | Offizielle   |
| Tätigkeit  |            | Name          | Geburtsdatum | Geburtsort                   | Im Team seit | Letztes Team |
| ---------- | ---------- | ------------- | ------------ | ---------------------------- | ------------ | ------------ |
| Trainer    | Kanada     | Kenneth Latta | 19. Mai 1962 | Thunder Bay, Ontario, Kanada |              | EV Landsberg |

Legende: C = Center, W = Flügelstürmer, RW = Rechter Flügelstürmer, LW = Linker Flügelstürmer, F = Stürmer

#### Saison 2012/13 der 2. Eishockey-Bundesliga
Die Saison war durch die Schließung des einsturzgefährdeten Stadions geprägt und führte zum Abgang von Leistungsträgern wie des Trainers Ken Latta und der Stürmer Kevin Saurette und Daniel Menge.
| Torhüter    | Torhüter         | Torhüter           | Torhüter           | Torhüter           | Torhüter                       | Torhüter     | Torhüter           |
| Nr.         |                  | Name               | Name               | Geburtsdatum       | Geburtsort                     | Im Team seit | Letztes Team       |
| ----------- | ---------------- | ------------------ | ------------------ | ------------------ | ------------------------------ | ------------ | ------------------ |
| 2           | Deutschland      | Johannes Wiedemann | Johannes Wiedemann | 17. Oktober 1992   | Mauerstetten, Deutschland      | 2011         | eigene Jugend      |
| 32          | Deutschland      | Stefan Vajs        | Stefan Vajs        | 13. Juli 1988      | Bonn, Deutschland              | 2010         | Kölner Haie        |
| Verteidiger |                  |                    |                    |                    |                                |              |                    |
| Nr.         |                  | Name               | Name               | Geburtsdatum       | Geburtsort                     | Im Team seit | Letztes Team       |
| 5           | Deutschland      | Mathias Müller     | Mathias Müller     | 5. November 1992   | Füssen, Deutschland            | 2011         | EV Füssen          |
| 10          | Tschechien       | Milos Vavrusa      | Milos Vavrusa      | 10. April 1978     | Brünn, Tschechoslowakei        | 2012         | EC Peiting         |
| 21          | Kanada           | Carl Hudson        | Carl Hudson        | 2. Januar 1986     | Smooth Rock Falls, Kanada      | 2012         | Rapid City Rush    |
| 39          | Deutsch-Tscheche | Jakub Körner       | Jakub Körner       | 3. Dezember 1979   | Brünn, Tschechoslowakei        | 2009         | Dresdner Eislöwen  |
| 72          | Deutschland      | Alexander Winkler  | Alexander Winkler  | 13. November 1993  | Peißenberg, Deutschland        | 2011         | EC Peiting         |
| 86          | Deutschland      | Christoph Aßner    | Christoph Aßner    | 28. Februar 1988   | Kaufbeuren, Deutschland        | 2005         | eigene Jugend      |
| Angreifer   |                  |                    |                    |                    |                                |              |                    |
| Nr.         |                  | Name               | Pos                | Geburtsdatum       | Geburtsort                     | Im Team seit | Letztes Team       |
| 3           | Deutschland      | Philipp de Paly    |                    | 18. September 1993 | Kaufbeuren, Deutschland        | 2011         | eigene Jugend      |
| 11          | Deutschland      | Markus Eisenschmid |                    | 22. Januar 1995    | Marktoberdorf, Deutschland     | 2012         | eigene Jugend      |
| 18          | Deutschland      | Tobias Riefler     |                    | 23. Juli 1991      | Kaufbeuren, Deutschland        | 2010         | eigene Jugend      |
| 19          | Kanada           | Louke Oakley       |                    | 7. April 1989      | Whitby, Kanada                 | 2012         | Wheeling Nailers   |
| 25          | Deutschland      | Lukas Brückner     |                    | 29. Januar 1993    | Marktoberdorf, Deutschland     | 2011         | eigene Jugend      |
| 49          | Finnland         | Markku Tähtinen    | C                  | 10. April 1978     | Pori, Finnland                 | 2012         | HC Alleghe         |
| 61          | Deutschland      | Christoph Fröhlich | W                  | 7. November 1991   | Kaufbeuren, Deutschland        |              | eigene Jugend      |
| 74          | Deutschland      | Daniel Menge       | W                  | 14. Januar 1983    | München, Deutschland           | 2010         | Tölzer Löwen       |
| 87          | Deutschland      | Dominik Krabbat    | RW                 | 3. April 1987      | Schongau, Deutschland          | 2008         | Augsburger Panther |
| 89          | Deutschland      | Hans Detsch        |                    | 20. Mai 1994       | Landsberg am Lech, Deutschland | 2012         | eigene Jugend      |

| Offizielle | Offizielle | Offizielle    | Offizielle   | Offizielle                   | Offizielle   | Offizielle   |
| Tätigkeit  |            | Name          | Geburtsdatum | Geburtsort                   | Im Team seit | Letztes Team |
| ---------- | ---------- | ------------- | ------------ | ---------------------------- | ------------ | ------------ |
| Trainer    | Kanada     | Kenneth Latta | 19. Mai 1962 | Thunder Bay, Ontario, Kanada |              | EV Landsberg |

Legende: C = Center, W = Flügelstürmer, RW = Rechter Flügelstürmer, LW = Linker Flügelstürmer, F = Stürmer
Die Verteidiger Bernhard Ebner, Marco Habermann und Jannik Woidtke des Kaders 2011/12 wechselten vor der Saison in die DEL zu der Düsseldorfer EG.
Maximilian Forster verstärkte ab November 2012 das Kader. Im Dezember 2012 verließ der Stürmer Kevin Saurette den Verein und wechselte nach Nordirland zu den Belfast Giants. Im Januar 2013 kamen Alexander Thiel und Dennis Patrick Kearney als Neuzugänge.
Im April 2013 kündigte der langjährige Cheftrainer Ken Latta seine ursprüngliche mündliche Vertragsverlängerung auf und verließ das Team.

#### Saison 2013/14 der DEL2
Der Trainer Kenneth Latta, die Verteidiger Matthias Müller und Milos Vavrusa, die Stürmer Daniel Menge, Maximilian Forster, Markus Eisenschmid, Lukas Brückner und Denny Kearney des Kaders 2012/13 wechselten zu anderen Vereinen.
Im Dezember 2013 gab der Verein die Verpflichtung des deutsch-russischen Stürmers Konstantin Firsanov bekannt.
| Torhüter    | Torhüter             | Torhüter              | Torhüter            | Torhüter           | Torhüter                       | Torhüter     | Torhüter                        |
| Nr.         |                      | Name                  | Name                | Geburtsdatum       | Geburtsort                     | Im Team seit | Letztes Team                    |
| ----------- | -------------------- | --------------------- | ------------------- | ------------------ | ------------------------------ | ------------ | ------------------------------- |
| 2           | Deutschland          | Johannes Wiedemann    | Johannes Wiedemann  | 17. Oktober 1992   | Mauerstetten, Deutschland      | 2011         | eigene Jugend                   |
| 30          | Deutschland          | Maximilian Sigl       | Maximilian Sigl     | 26. Juni 1994      | Kaufbeuren, Deutschland        | 2013         | eigene Jugend                   |
| 32          | Deutschland          | Stefan Vajs           | Stefan Vajs         | 13. Juli 1988      | Bonn, Deutschland              | 2010         | Kölner Haie                     |
| Verteidiger |                      |                       |                     |                    |                                |              |                                 |
| Nr.         |                      | Name                  | Name                | Geburtsdatum       | Geburtsort                     | Im Team seit | Letztes Team                    |
| 7           | Deutschland          | Maximilian Dropmann   | Maximilian Dropmann | 28. Dezember 1992  | Kaufbeuren, Deutschland        | 2012         | eigene Jugend                   |
| 23          | Kanada               | Maury Edwards         | Maury Edwards       | 16. März 1987      | Rocky Rapids, Alberta, Kanada  | 2013         | Florida Everblades              |
| 24          | Finnland             | Matti Näätänen        | Matti Näätänen      | 17. Juli 1983      | Helsinki, Finnland             | 2013         | Jokipojat                       |
| 39          | Deutsch-Tscheche     | Jakub Körner          | Jakub Körner        | 3. Dezember 1979   | Brünn, Tschechoslowakei        | 2009         | Dresdner Eislöwen               |
| 66          | Deutschland          | Philipp Gejerhos      | Philipp Gejerhos    | 23. September 1994 | Kaufbeuren, Deutschland        | 2013         | eigene Jugend                   |
| 72          | Deutschland          | Alexander Winkler     | Alexander Winkler   | 13. November 1993  | Peißenberg, Deutschland        | 2011         | EC Peiting                      |
| 77          | Deutschland          | Ryan Cornforth        | Ryan Cornforth      | 4. Oktober 1988    | Calgary, Kanada                | 2013         | University of Alberta-Augustana |
| Angreifer   |                      |                       |                     |                    |                                |              |                                 |
| Nr.         |                      | Name                  | Pos                 | Geburtsdatum       | Geburtsort                     | Im Team seit | Letztes Team                    |
| 10          | Deutschland          | Max Schmidle          |                     | 2. Januar 1985     | Kaufbeuren, Deutschland        | 2013         | Hannover Indians                |
| 12          | Deutschland          | Maximilian Hadraschek |                     | 11. Dezember 1994  | Sonthofen, Deutschland         | 2013         | eigene Jugend                   |
| 14          | Vereinigte Staaten   | Stephen Schultz       |                     | 7. Dezember 1987   | Westbury, NY, USA              | 2013         | Trenton Titans                  |
| 18          | Deutschland          | Michael Kreitl        |                     | 6. Dezember 1975   | Schongau, Deutschland          | 2013         | SC Riessersee                   |
| 21          | Finnland             | Sami Ryhänen          |                     | 23. Mai 1980       | Helsinki, Finnland             | 2013         | Dundee Stars                    |
| 47          | Deutschland          | Alexander Thiel       |                     | 26. Juli 1991      | Kaufbeuren, Deutschland        | 2013         | Ravensburg Towerstars           |
| 49          | Finnland             | Markku Tähtinen       | C                   | 10. April 1978     | Pori, Finnland                 | 2012         | HC Alleghe                      |
| 55          | Russland/Deutschland | Konstantin Firsanov   |                     | 24. Januar 1982    | Swerdlowsk, Russische SFSR     | 2013         | Königsborner JEC                |
| 63          | Deutschland          | Philipp de Paly       |                     | 18. September 1993 | Kaufbeuren, Deutschland        | 2011         | eigene Jugend                   |
| 71          | Deutschland          | Bernhard Keil         |                     | 21. Januar 1991    | Amberg, Deutschland            | 2013         | Straubing Tigers                |
| 89          | Deutschland          | Hans Detsch           |                     | 20. Mai 1994       | Landsberg am Lech, Deutschland | 2012         | eigene Jugend                   |
| 95          | Deutschland          | Lukas Gohlke          |                     | 17. Januar 1995    | Füssen, Deutschland            | 2013         | eigene Jugend                   |

| Offizielle | Offizielle  | Offizielle  | Offizielle      | Offizielle          | Offizielle   | Offizielle     |
| Tätigkeit  |             | Name        | Geburtsdatum    | Geburtsort          | Im Team seit | Letztes Team   |
| ---------- | ----------- | ----------- | --------------- | ------------------- | ------------ | -------------- |
| Trainer    | Deutschland | Ulrich Egen | 24. August 1956 | Füssen, Deutschland | 2014         | Kassel Huskies |

Legende: C = Center, W = Flügelstürmer, RW = Rechter Flügelstürmer, LW = Linker Flügelstürmer, F = Stürmer

#### Saison 2014/15 der DEL2
Nach der Saison 2013/14 gab es umfangreiche Änderungen im Kader. Der Torhüter Johannes Wiedemann, die Verteidiger Christof Aßner, Maury Edwards, Matti Näätänen, Jakub Körner, Philipp Gejerhos, Max Dropmann sowie die Stürmer Alex Thiel, Hans Detsch, Philipp de Paly, Michael Kreitl, Konstantin Firsanov, Sami Ryhänen, Markku Tähtinen und Stephen Schulz verließen den Verein. Neu hinzu kamen die Verteidiger Rob Kwiet, Matt Waddell, Martin Heider, Gregor Stein, die Stürmer Daniel Menge, Michael Fröhlich, Tim Richter, Florian Thomas, Brad Snetsinger und Matt Marquardt. Aus der Nachwuchsmannschaft stießen Thorsten Knorr, Philipp Messing, Christian Scharr, Wayne Lucas und Jonas Lautenbacher zum Team. Die Spieler Dustin Strahlmeier, Mathias Müller, Stefan Loibl und Manuel Wiederer vom Kooperationspartner Straubing Tigers wurden mit Förderlizenzen ausgestattet und stehen somit ebenfalls im Kader des ESVK.

| Torhüter    | Torhüter             | Torhüter              | Torhüter              | Torhüter           | Torhüter                            | Torhüter     | Torhüter              |
| Nr.         |                      | Name                  | Name                  | Geburtsdatum       | Geburtsort                          | Im Team seit | Letztes Team          |
| ----------- | -------------------- | --------------------- | --------------------- | ------------------ | ----------------------------------- | ------------ | --------------------- |
| 29          | Deutschland          | Bastian Kucis         | Bastian Kucis         | 21. April 1997     | Kaufbeuren, Deutschland             | 2014         | eigene Jugend         |
| 30          | Deutschland          | Maximilian Sigl FL    | Maximilian Sigl FL    | 26. Juni 1994      | Kaufbeuren, Deutschland             | 2013         | eigene Jugend         |
| 32          | Deutschland          | Stefan Vajs           | Stefan Vajs           | 13. Juli 1988      | Bonn, Deutschland                   | 2010         | Kölner Haie           |
| 33          | Deutschland          | Thorsten Knorr        | Thorsten Knorr        | 11. Juni 1995      | Bietigheim-Bissingen, Deutschland   | 2014         | eigene Jugend         |
| 34          | Deutschland          | Dustin Strahlmeier FL | Dustin Strahlmeier FL | 17. Mai 1992       | Gelsenkirchen, Deutschland          | 2014         | Lausitzer Füchse      |
| 38          | Finnland             | Pasi Häkkinen         | Pasi Häkkinen         | 25. Juni 1977      | Lappeenranta, Finnland              | 2015         | SønderjyskE Ishockey  |
| Verteidiger |                      |                       |                       |                    |                                     |              |                       |
| Nr.         |                      | Name                  | Name                  | Geburtsdatum       | Geburtsort                          | Im Team seit | Letztes Team          |
| 4           | Kanada               | Rob Kwiet             | Rob Kwiet             | 2. August 1988     | Toronto, Ontario, Kanada            | 2014         | Florida Everblades    |
| 14          | Deutsch-Tscheche     | Martin Heider         | Martin Heider         | 17. August 1986    | Opava, Tschechien                   | 2014         | ETC Crimmitschau      |
| 19          | Deutsch-Amerikaner   | Wayne Lucas           | Wayne Lucas           | 2. Januar 1996     | Kaufbeuren, Deutschland             | 2014         | eigene Jugend         |
| 20          | Deutschland          | Matthias Bergmann     | Matthias Bergmann     | 17. September 1982 | Rosenheim, Deutschland              | 2015         | Kassel Huskies        |
| 22          | Deutschland          | Michael Schöppl       | Michael Schöppl       | 12. Februar 1992   | Augsburg, Deutschland               | 2015         | Hannover Scorpions    |
| 35          | Deutschland          | Maximilian Mewes      | Maximilian Mewes      | 23. September 1997 | Schongau, Deutschland               | 2015         | eigene Jugend         |
| 54          | Deutsch-Österreicher | Gregor Stein          | Gregor Stein          | 29. Januar 1989    | Freiburg im Breisgau, Deutschland   | 2014         | Kassel Huskies        |
| 71          | Deutschland          | Phillip Messing       | Phillip Messing       | 17. Februar 1995   | Kaufbeuren, Deutschland             | 2014         | eigene Jugend         |
| 72          | Deutschland          | Alexander Winkler     | Alexander Winkler     | 13. November 1993  | Peißenberg, Deutschland             | 2012         | EC Peiting            |
| 97          | Deutschland          | Denis Pfaffengut      | Denis Pfaffengut      | 3. November 1997   | Kaufbeuren, Deutschland             | 2015         | eigene Jugend         |
| Angreifer   |                      |                       |                       |                    |                                     |              |                       |
| Nr.         |                      | Name                  | Pos                   | Geburtsdatum       | Geburtsort                          | Im Team seit | Letztes Team          |
| 9           | Deutschland          | Edwin Gutar           |                       | 5. September 1996  | Wolgodonowka, Kasachstan            | 2015         | eigene Jugend         |
| 10          | Deutschland          | Max Schmidle          | C                     | 2. Januar 1985     | Kaufbeuren, Deutschland             | 2013         | Hannover Indians      |
| 11          | Kanada               | Jordan Knackstedt     | RW                    | 28. September 1988 | Saskatoon, Saskatchewan, Kanada     | 2015         | HK Saryarka Karaganda |
| 12          | Deutschland          | Michael Fröhlich      |                       | 27. Juli 1986      | Rosenheim, Deutschland              | 2014         | EC Peiting            |
| 13          | Deutschland          | Stefan Loibl FL       | RW                    | 24. Juni 1996      | Straubing, Deutschland              | 2014         | EV Landshut           |
| 17          | Deutschland          | Florian Thomas        |                       | 27. Mai 1991       | Schongau, Deutschland               | 2014         | SC Riessersee         |
| 18          | Deutschland          | Jonas Lautenbacher    |                       | 19. Januar 1996    | Schongau, Deutschland               | 2014         | eigene Jugend         |
| 21          | Deutschland          | Maximilian Hadraschek |                       | 11. Dezember 1994  | Sonthofen, Deutschland              | 2013         | eigene Jugend         |
| 24          | Deutschland          | Tim Richter           | RW                    | 27. März 1989      | Hamburg, Deutschland                | 2014         | EV Füssen             |
| 36          | Kanada               | Josh Lunden           | C                     | 24. Februar 1986   | Coquitlam, British Columbia, Kanada | 2015         | Rubin Tjumen          |
| 41          | Deutschland          | Manuel Wiederer FL    | C                     | 21. November 1996  | Deggendorf, Deutschland             | 2014         | Deggendorfer SC       |
| 69          | Deutschland          | Daniel Oppolzer       | LW                    | 28. Januar 1989    | Kaufbeuren, Deutschland             | 2015         | EC Bad Nauheim        |
| 74          | Deutschland          | Daniel Menge          | RW                    | 14. Januar 1983    | München, Deutschland                | 2014         | Ravensburg Towerstars |
| 77          | Deutschland          | Daniel Pfaffengut     |                       | 12. Mai 1996       | Kaufbeuren, Deutschland             | 2013         | eigene Jugend         |
| 81          | Deutschland          | Michael Kreitl        | C                     | 6. Dezember 1975   | Schongau, Deutschland               | 2014         | EC Peiting            |
| 89          | Deutschland          | Simon Weingärtner     |                       | 12. Januar 1997    | Kempten (Allgäu), Deutschland       | 2015         | eigene Jugend         |
| 92          | Deutschland          | Marcel Brandt FL      |                       | 8. Mai 1992        | Dingolfing, Deutschland             | 2013         | Straubing Tigers      |

| Offizielle | Offizielle  | Offizielle      | Offizielle       | Offizielle              | Offizielle   | Offizielle                    |
| Tätigkeit  |             | Name            | Geburtsdatum     | Geburtsort              | Im Team seit | Letztes Team                  |
| ---------- | ----------- | --------------- | ---------------- | ----------------------- | ------------ | ----------------------------- |
| Trainer    | Finnland    | Juha Nokelainen | 30. Oktober 1975 | Helsinki, Finnland      | 2015         | ESV Kaufbeuren DNL-Mannschaft |
| Trainer    | Deutschland | Stefan Mayer    | 11. August 1975  | Kaufbeuren, Deutschland | 2015         | ESV Kaufbeuren DNL-Mannschaft |

Legende: C = Center, W = Flügelstürmer, RW = Rechter Flügelstürmer, LW = Linker Flügelstürmer, F = Stürmer

#### Saison 2015/16 der DEL2
Direkt nach dem Ende der Saison 2014/15 gab der ESVK die ersten Vertragsverlängerungen bekannt. Michael Kreitl beendete seine Karriere als Spieler und wurde zum Geschäftsführer der ESVK Spielbetriebs GmbH ernannt.
Am 16. Februar 2016 gab der Verein nach einer sportlichen Talfahrt die Trennung vom Cheftrainer Mike Muller und vom Co-Trainer Norbert Pascha bekannt. Die Joker konnten den Klassenerhalt erst im siebten Spiel der Playdowns am 10. April 2016 sicherstellen.
| Torhüter    | Torhüter             | Torhüter              | Torhüter           | Torhüter           | Torhüter                           | Torhüter     | Torhüter              |
| Nr.         |                      | Name                  | Name               | Geburtsdatum       | Geburtsort                         | Im Team seit | Letztes Team          |
| ----------- | -------------------- | --------------------- | ------------------ | ------------------ | ---------------------------------- | ------------ | --------------------- |
| 32          | Deutschland          | Stefan Vajs           | Stefan Vajs        | 13. Juli 1988      | Bonn, Deutschland                  | 2010         | Kölner Haie           |
| 93          | Deutschland          | Marc-Michael Henne    | Marc-Michael Henne | 11. Februar 1992   | Füssen, Deutschland                | 2015         |                       |
| Verteidiger |                      |                       |                    |                    |                                    |              |                       |
| Nr.         |                      | Name                  | Name               | Geburtsdatum       | Geburtsort                         | Im Team seit | Letztes Team          |
| 5           | Deutschland          | Jannik Woidtke        | Jannik Woidtke     | 14. Mai 1991       | Düsseldorf, Deutschland            |              |                       |
| 6           | Deutschland          | Lee Baldwin           | Lee Baldwin        | 26. April 1988     | Victoria, British Columbia, Kanada | 2015         |                       |
| 14          | Deutsch-Tscheche     | Martin Heider         | Martin Heider      | 17. August 1986    | Opava, Tschechien                  | 2014         | ETC Crimmitschau      |
| 19          | Deutsch-Amerikaner   | Wayne Lucas           | Wayne Lucas        | 2. Januar 1996     | Kaufbeuren, Deutschland            | 2014         | eigene Jugend         |
| 44          | Kanada               | Mitch Versteeg        | Mitch Versteeg     | 3. November 1988   | Lethbridge, Alberta, Kanada        | 2015         |                       |
| 52          | Deutschland          | Matthias Bergmann     | Matthias Bergmann  | 17. September 1982 | Rosenheim, Deutschland             | 2015         | Kassel Huskies        |
| 54          | Deutsch-Österreicher | Gregor Stein          | Gregor Stein       | 29. Januar 1989    | Freiburg im Breisgau, Deutschland  | 2014         | Kassel Huskies        |
| 71          | Deutschland          | Phillip Messing       | Phillip Messing    | 17. Februar 1995   | Kaufbeuren, Deutschland            | 2014         | eigene Jugend         |
| Angreifer   |                      |                       |                    |                    |                                    |              |                       |
| Nr.         |                      | Name                  | Pos                | Geburtsdatum       | Geburtsort                         | Im Team seit | Letztes Team          |
| 7           | Deutschland          | Max Lukes             | C                  | 12. Oktober 1995   | Mannheim, Deutschland              | 2015         |                       |
| 10          | Deutschland          | Max Schmidle          | C                  | 2. Januar 1985     | Kaufbeuren, Deutschland            | 2013         | Hannover Indians      |
| 12          | Deutschland          | Michael Fröhlich      |                    | 27. Juli 1986      | Rosenheim, Deutschland             | 2014         | EC Peiting            |
| 17          | Deutschland          | Florian Thomas        |                    | 27. Mai 1991       | Schongau, Deutschland              | 2014         | SC Riessersee         |
| 18          | Deutschland          | Jonas Lautenbacher    |                    | 19. Januar 1996    | Schongau, Deutschland              | 2014         | eigene Jugend         |
| 21          | Deutschland          | Maximilian Hadraschek |                    | 11. Dezember 1994  | Sonthofen, Deutschland             | 2013         | eigene Jugend         |
| 26          | Deutschland          | Maximilian Schäffler  | RW                 | 30. März 1992      | Kaufbeuren, Deutschland            | 2015         |                       |
| 40          | Deutschland          | Michael Baindl        | C                  | 19. August 1986    | Wolfratshausen, Deutschland        | 2015         |                       |
| 69          | Deutschland          | Daniel Oppolzer       | LW                 | 28. Januar 1989    | Kaufbeuren, Deutschland            | 2015         | EC Bad Nauheim        |
| 74          | Deutschland          | Daniel Menge          | RW                 | 14. Januar 1983    | München, Deutschland               | 2014         | Ravensburg Towerstars |
| 90          | Kanada               | Josh Burnell          | C                  | 8. Februar 1990    | Mississauga, Ontario, Kanada       | 2015         |                       |
| 92          | Kanada               | Chris St. Jacques     | C                  | 22. Januar 1983    | Edmonton, Alberta, Kanada          | 2015         |                       |

| Offizielle | Offizielle  | Offizielle   | Offizielle    | Offizielle            | Offizielle   | Offizielle   |
| Tätigkeit  |             | Name         | Geburtsdatum  | Geburtsort            | Im Team seit | Letztes Team |
| ---------- | ----------- | ------------ | ------------- | --------------------- | ------------ | ------------ |
| Trainer    | Deutschland | Toni Krinner | 14. Juni 1967 | Bad Tölz, Deutschland | 2016         |              |

Legende: C = Center, W = Flügelstürmer, RW = Rechter Flügelstürmer, LW = Linker Flügelstürmer, F = Stürmer

#### Saison 2016/17 der DEL2
Nach der schwierigen Saison 2015/16 verließen die Nachwuchsstürmer Max Lukes und Daniel Pfaffengut die Mannschaft; ebenso wurden die Verträge der Stürmer Josh Burnell, Chris St. Jacques und Wayne Lucas und der Verteidiger Lee Baldwin, Mitch Versteeg und Phillip Messing nicht verlängert. Die Joker erreichten in der besten Saison seit 26 Jahren das Halbfinale.
| Torhüter    | Torhüter    | Torhüter             | Torhüter           | Torhüter           | Torhüter                      | Torhüter     | Torhüter                    |
| Nr.         |             | Name                 | Name               | Geburtsdatum       | Geburtsort                    | Im Team seit | Letztes Team                |
| ----------- | ----------- | -------------------- | ------------------ | ------------------ | ----------------------------- | ------------ | --------------------------- |
| 32          | Deutschland | Stefan Vajs          | Stefan Vajs        | 13. Juli 1988      | Bonn, Deutschland             | 2010         | Kölner Haie                 |
| 93          | Deutschland | Marc-Michael Henne   | Marc-Michael Henne | 11. Februar 1992   | Füssen, Deutschland           | 2015         |                             |
| Verteidiger |             |                      |                    |                    |                               |              |                             |
| Nr.         |             | Name                 | Name               | Geburtsdatum       | Geburtsort                    | Im Team seit | Letztes Team                |
| 5           | Deutschland | Jannik Woidtke       | Jannik Woidtke     | 14. Mai 1991       | Düsseldorf, Deutschland       |              |                             |
| 8           | Deutschland | Sebastian Osterloh   | Sebastian Osterloh | 20. Februar 1983   | Kaufbeuren, Deutschland       | 2016         | Straubing Tigers            |
| 16          | Deutschland | Florin Ketterer      | Florin Ketterer    | 17. Juni 1993      | Starnberg, Deutschland        | 2016         | Blue Devils Weiden          |
| 23          | Deutschland | Daniel Haase         | Daniel Haase       | 29. März 1996      | Berlin, Deutschland           |              | Heilbronner Falken          |
| 52          | Deutschland | Matthias Bergmann    | Matthias Bergmann  | 17. September 1982 | Rosenheim, Deutschland        | 2015         | Kassel Huskies              |
| 62          |             | Ondrej Pozivil       | Ondrej Pozivil     | 22. April 1987     |                               |              |                             |
| 76          |             | Denis Pfaffengut     | Denis Pfaffengut   | 3. November 1997   |                               |              |                             |
| 97          | Deutschland | Simon Schütz         | Simon Schütz       | 9. November 1997   | Regensburg, Deutschland       |              | Förderlizenz ERC Ingolstadt |
| Angreifer   |             |                      |                    |                    |                               |              |                             |
| Nr.         |             | Name                 | Pos                | Geburtsdatum       | Geburtsort                    | Im Team seit | Letztes Team                |
| 10          | Deutschland | Max Schmidle         | F                  | 2. Januar 1985     | Kaufbeuren, Deutschland       | 2013         | Hannover Indians            |
| 12          | Deutschland | Michael Fröhlich     | F                  | 27. Juli 1986      | Rosenheim, Deutschland        | 2014         | EC Peiting                  |
| 17          | Deutschland | Florian Thomas       | F                  | 27. Mai 1991       | Schongau, Deutschland         | 2014         | SC Riessersee               |
| 20          | Deutschland | Marc Schmidpeter     | RW                 | 3. März 1995       | Fürstenfeldbruck, Deutschland |              | Förderlizenz ERC Ingolstadt |
| 26          | Deutschland | Maximilian Schäffler | RW                 | 30. März 1992      | Kaufbeuren, Deutschland       | 2015         |                             |
| 69          | Deutschland | Daniel Oppolzer      | LW                 | 28. Januar 1989    | Kaufbeuren, Deutschland       | 2015         | EC Bad Nauheim              |
| 87          | Finnland    | Joona Karevaara      |                    | 26. August 1987    | Hämeenlinna, Finnland         | 2016         | Hämeenlinnan Pallokerho     |

| Offizielle | Offizielle  | Offizielle        | Offizielle    | Offizielle            | Offizielle   | Offizielle   |
| Tätigkeit  |             | Name              | Geburtsdatum  | Geburtsort            | Im Team seit | Letztes Team |
| ---------- | ----------- | ----------------- | ------------- | --------------------- | ------------ | ------------ |
| Trainer    | Deutschland | Andreas Brockmann | 11. Juni 1967 | Bad Tölz, Deutschland | 2016         |              |

Legende: C = Center, W = Flügelstürmer, RW = Rechter Flügelstürmer, LW = Linker Flügelstürmer, F = Stürmer

#### Saison 2017/18 der DEL2
Am 8. Oktober 2017 fand das erste Heimspiel im neuen Stadion statt – die Joker besiegten die Wölfe Freiburg mit 1:0 in der Erdgas Schwaben Arena.
Das Team schloss die Hauptrunde auf Platz 4 ab und erreichte wie auch schon im Jahr zuvor das Halbfinale. Dort schied man gegen den späteren Vizemeister SC Riessersee aus.

| Torhüter    | Torhüter    | Torhüter             | Torhüter           | Torhüter         | Torhüter                | Torhüter     | Torhüter                    |
| Nr.         |             | Name                 | Name               | Geburtsdatum     | Geburtsort              | Im Team seit | Letztes Team                |
| ----------- | ----------- | -------------------- | ------------------ | ---------------- | ----------------------- | ------------ | --------------------------- |
| 32          | Deutschland | Stefan Vajs          | Stefan Vajs        | 13. Juli 1988    | Bonn, Deutschland       | 2010         | Kölner Haie                 |
| Verteidiger |             |                      |                    |                  |                         |              |                             |
| Nr.         |             | Name                 | Name               | Geburtsdatum     | Geburtsort              | Im Team seit | Letztes Team                |
| 8           | Deutschland | Sebastian Osterloh   | Sebastian Osterloh | 20. Februar 1983 | Kaufbeuren, Deutschland | 2016         | Straubing Tigers            |
| 16          | Deutschland | Florin Ketterer      | Florin Ketterer    | 17. Juni 1993    | Starnberg, Deutschland  | 2016         | Blue Devils Weiden          |
| 23          | Deutschland | Daniel Haase         | Daniel Haase       | 29. März 1996    | Berlin, Deutschland     |              | Heilbronner Falken          |
| 76          | Deutschland | Denis Pfaffengut     | Denis Pfaffengut   | 3. November 1997 | Kaufbeuren, Deutschland |              |                             |
| 97          | Deutschland | Simon Schütz         | Simon Schütz       | 9. November 1997 | Regensburg, Deutschland |              | Förderlizenz ERC Ingolstadt |
| Angreifer   |             |                      |                    |                  |                         |              |                             |
| Nr.         |             | Name                 | Pos                | Geburtsdatum     | Geburtsort              | Im Team seit | Letztes Team                |
| 10          | Deutschland | Max Schmidle         | F                  | 2. Januar 1985   | Kaufbeuren, Deutschland | 2013         | Hannover Indians            |
| 17          | Deutschland | Florian Thomas       | F                  | 27. Mai 1991     | Schongau, Deutschland   | 2014         | SC Riessersee               |
| 26          | Deutschland | Maximilian Schäffler | RW                 | 30. März 1992    | Kaufbeuren, Deutschland | 2015         |                             |
| 39          | Finnland    | Jere Laaksonen       |                    | 28. Februar 1991 |                         |              |                             |
| 40          | Deutschland | Steven Billich       | RW                 | 16. Mai 1993     |                         |              |                             |
| 57          | Kanada      | Charlie Sarault      |                    | 20. Februar 1992 |                         |              |                             |
| 69          | Deutschland | Daniel Oppolzer      | LW                 | 28. Januar 1989  | Kaufbeuren, Deutschland | 2015         | EC Bad Nauheim              |
| 71          | Finnland    | Sami Blomqvist       |                    | 12. Juni 1990    | Örnsköldsvik, Schweden  | 2016         | Vaasan Sport                |
| 87          | Finnland    | Joona Karevaara      |                    | 26. August 1987  | Hämeenlinna, Finnland   | 2016         | Hämeenlinnan Pallokerho     |

| Offizielle | Offizielle  | Offizielle        | Offizielle    | Offizielle            | Offizielle   | Offizielle   |
| Tätigkeit  |             | Name              | Geburtsdatum  | Geburtsort            | Im Team seit | Letztes Team |
| ---------- | ----------- | ----------------- | ------------- | --------------------- | ------------ | ------------ |
| Trainer    | Deutschland | Andreas Brockmann | 11. Juni 1967 | Bad Tölz, Deutschland | 2016         |              |

Legende: C = Center, W = Flügelstürmer, RW = Rechter Flügelstürmer, LW = Linker Flügelstürmer, F = Stürmer

#### Saison 2018/19 der DEL2
Das Team schloss die Hauptrunde auf Platz 4 ab und erreichte wie auch schon in den beiden Jahren zuvor das Halbfinale. Dort schied man gegen den späteren Meister Ravensburg Towerstars aus.

| Torhüter    | Torhüter    | Torhüter             | Torhüter           | Torhüter           | Torhüter                          | Torhüter     | Torhüter                    |
| Nr.         |             | Name                 | Name               | Geburtsdatum       | Geburtsort                        | Im Team seit | Letztes Team                |
| ----------- | ----------- | -------------------- | ------------------ | ------------------ | --------------------------------- | ------------ | --------------------------- |
| 93          | Deutschland | Michael Güßbacher    | Michael Güßbacher  | 26. August 1995    | Landsberg am Lech, Deutschland    | 2015         |                             |
| 32          | Deutschland | Stefan Vajs          | Stefan Vajs        | 13. Juli 1988      | Bonn, Deutschland                 | 2010         | Kölner Haie                 |
| 93          | Deutschland | Marc-Michael Henne   | Marc-Michael Henne | 11. Februar 1992   | Füssen, Deutschland               | 2015         |                             |
| Verteidiger |             |                      |                    |                    |                                   |              |                             |
| Nr.         |             | Name                 | Name               | Geburtsdatum       | Geburtsort                        | Im Team seit | Letztes Team                |
| 6           | Deutschland | Philipp de Paly      | Philipp de Paly    | 18. September 1993 | Kaufbeuren, Deutschland           | 2017         | Ravensburg Towerstars       |
| 8           | Deutschland | Sebastian Osterloh   | Sebastian Osterloh | 20. Februar 1983   | Kaufbeuren, Deutschland           | 2016         | Straubing Tigers            |
| 13          | Deutschland | Fabian Koziol        | Fabian Koziol      | 11. Oktober 1999   | Füssen, Deutschland               | 2017         |                             |
| 14          | Tschechien  | Lubomír Štach        | Lubomír Štach      | 28. Mai 1986       | Vsetín, Tschechien                | 2018         | HC Innsbruck                |
| 16          | Deutschland | Florin Ketterer      | Florin Ketterer    | 17. Juni 1993      | Starnberg, Deutschland            | 2016         | Blue Devils Weiden          |
| 23          | Deutschland | Daniel Haase         | Daniel Haase       | 29. März 1996      | Berlin, Deutschland               | 2016         | Heilbronner Falken          |
| 44          | Deutschland | Phillip Messing      | Phillip Messing    | 17. Februar 1995   | Kaufbeuren, Deutschland           | 2018         | ERC Sonthofen               |
| 76          | Deutschland | Denis Pfaffengut     | Denis Pfaffengut   | 3. November 1997   | Kaufbeuren, Deutschland           | 2014         |                             |
| 91          | Deutschland | Julian Eichinger     | Julian Eichinger   | 7. Mai 1991        | Füssen, Deutschland               | 2018         | SC Riessersee               |
| 97          | Deutschland | Simon Schütz         | Simon Schütz       | 9. November 1997   | Regensburg, Deutschland           | 2015         | Förderlizenz ERC Ingolstadt |
| Angreifer   |             |                      |                    |                    |                                   |              |                             |
| Nr.         |             | Name                 | Pos                | Geburtsdatum       | Geburtsort                        | Im Team seit | Letztes Team                |
| 4           | Finnland    | Ossi Saarinen        |                    | 9. Dezember 1986   | Helsinki, Finnland                | 2018         | Eispiraten Crimmitschau     |
| 7           | Deutschland | Jonas Wolter         |                    | 27. Januar 1997    | Köln, Deutschland                 | 2016         |                             |
| 9           | Deutschland | Marvin Schmid        |                    | 9. Januar 1999     | Memmingen, Deutschland            | 2018         |                             |
| 10          | Deutschland | Max Schmidle         | F                  | 2. Januar 1985     | Kaufbeuren, Deutschland           | 2013         | Hannover Indians            |
| 11          | Deutschland | Joseph Lewis         |                    | 26. Juli 1992      | Newport                           | 2017         | Starbulls Rosenheim         |
| 17          | Deutschland | Florian Thomas       | F                  | 27. Mai 1991       | Schongau, Deutschland             | 2014         | SC Riessersee               |
| 26          | Deutschland | Maximilian Schäffler | RW                 | 30. März 1992      | Kaufbeuren, Deutschland           | 2015         |                             |
| 28          | Deutschland | Markus Lillich       |                    | 26. Juli 1999      | Memmingen, Deutschland            | 2017         |                             |
| 39          | Finnland    | Jere Laaksonen       |                    | 28. Februar 1991   | Eurajoki, Finnland                |              | Saryarka Karaganda          |
| 40          | Deutschland | Steven Billich       | RW                 | 16. Mai 1993       | Freiburg im Breisgau, Deutschland |              | EHC Freiburg                |
| 47          | Deutschland | Alexander Thiel      |                    | 26. Juli 1991      | Kaufbeuren, Deutschland           |              | Augsburger Panther          |
| 51          | Kanada      | Branden Gracel       |                    | 24. Mai 1990       | Calgary, Kanada                   | 2018         | Herning Blue Fox            |
| 61          | Deutschland | Tim Wohlgemuth       |                    | 22. Juli 1999      | Landsberg am Lech, Deutschland    |              |                             |
| 69          | Deutschland | Daniel Oppolzer      | LW                 | 28. Januar 1989    | Kaufbeuren, Deutschland           | 2015         | EC Bad Nauheim              |
| 71          | Finnland    | Sami Blomqvist       |                    | 12. Juni 1990      | Örnsköldsvik, Schweden            |              | Vaasan Sport                |
| 74          | Deutschland | Louis Latta          |                    | 7. August 1998     | Schongau, Deutschland             |              |                             |

| Offizielle | Offizielle  | Offizielle        | Offizielle    | Offizielle            | Offizielle   | Offizielle   |
| Tätigkeit  |             | Name              | Geburtsdatum  | Geburtsort            | Im Team seit | Letztes Team |
| ---------- | ----------- | ----------------- | ------------- | --------------------- | ------------ | ------------ |
| Trainer    | Deutschland | Andreas Brockmann | 11. Juni 1967 | Bad Tölz, Deutschland | 2016         |              |

Legende: C = Center, W = Flügelstürmer, RW = Rechter Flügelstürmer, LW = Linker Flügelstürmer, F = Stürmer

#### Saison 2019/20 der DEL2
Das Team schloss die Hauptrunde auf Platz 9 ab und erreichte in den Pre-Play-offs gegen die Bietigheim Steelers die Play-offs. Die Play-off-Runde fand nicht mehr statt, da aufgrund der Folgen der COVID-19-Pandemie der Spielbetrieb am 10. März 2020 abgebrochen wurde.

| Torhüter    | Torhüter    | Torhüter             | Torhüter             | Torhüter           | Torhüter                       | Torhüter     | Torhüter                    |
| Nr.         |             | Name                 | Name                 | Geburtsdatum       | Geburtsort                     | Im Team seit | Letztes Team                |
| ----------- | ----------- | -------------------- | -------------------- | ------------------ | ------------------------------ | ------------ | --------------------------- |
| 93          | Deutschland | Michael Güßbacher    | Michael Güßbacher    | 26. August 1995    | Landsberg am Lech, Deutschland | 2015         |                             |
| 32          | Deutschland | Stefan Vajs          | Stefan Vajs          | 13. Juli 1988      | Bonn, Deutschland              | 2010         | Kölner Haie                 |
| 90          | Deutschland | Jan Dalgic           | Jan Dalgic           | 4. Januar 1998     | Bonn, Deutschland              | 2019         | Rostocker EC                |
| Verteidiger |             |                      |                      |                    |                                |              |                             |
| Nr.         |             | Name                 | Name                 | Geburtsdatum       | Geburtsort                     | Im Team seit | Letztes Team                |
| 3           | Deutschland | Leon Kittel          | Leon Kittel          | 24. Oktober 1999   | Marktoberdorf, Deutschland     | 2019         |                             |
| 5           | Deutschland | Simon Mayr           | Simon Mayr           | 12. März 1995      | Weilheim, Deutschland          | 2019         | Bayreuth Tigers             |
| 6           | Deutschland | Philipp de Paly      | Philipp de Paly      | 18. September 1993 | Kaufbeuren, Deutschland        | 2017         | Ravensburg Towerstars       |
| 13          | Deutschland | Fabian Koziol        | Fabian Koziol        | 11. Oktober 1999   | Füssen, Deutschland            | 2017         |                             |
| 16          | Deutschland | Florin Ketterer      | Florin Ketterer      | 17. Juni 1993      | Starnberg, Deutschland         | 2016         | Blue Devils Weiden          |
| 49          | Deutschland | Tobias Echtler       | Tobias Echtler       | 1. Mai 2000        | Füssen, Deutschland            | 2019         | EV Füssen                   |
| 55          | Deutschland | Garret Pruden        | Garret Pruden        | 17. Dezember 1998  | Bad Nauheim, Deutschland       | 2019         | EC Bad Nauheim              |
| 76          | Deutschland | Denis Pfaffengut     | Denis Pfaffengut     | 3. November 1997   | Kaufbeuren, Deutschland        | 2014         |                             |
| 77          | Deutschland | Valentin Gschmeißner | Valentin Gschmeißner | 17. August 1993    | Wolfratshausen, Deutschland    | 2019         | EC Bad Tölz                 |
| 91          | Deutschland | Julian Eichinger     | Julian Eichinger     | 7. Mai 1991        | Füssen, Deutschland            | 2018         | SC Riessersee               |
| 97          | Deutschland | Simon Schütz         | Simon Schütz         | 9. November 1997   | Regensburg, Deutschland        | 2015         | Förderlizenz ERC Ingolstadt |
| Angreifer   |             |                      |                      |                    |                                |              |                             |
| Nr.         |             | Name                 | Pos                  | Geburtsdatum       | Geburtsort                     | Im Team seit | Letztes Team                |
| 4           | Finnland    | Ossi Saarinen        | F                    | 9. Dezember 1986   | Helsinki, Finnland             | 2018         | Eispiraten Crimmitschau     |
| 7           | Deutschland | Jonas Wolter         | F                    | 27. Januar 1997    | Köln, Deutschland              | 2016         |                             |
| 10          | Deutschland | Max Schmidle         | F                    | 2. Januar 1985     | Kaufbeuren, Deutschland        | 2013         | Hannover Indians            |
| 11          | Deutschland | Joseph Lewis         | RW                   | 26. Juli 1992      | Newport                        | 2017         | Starbulls Rosenheim         |
| 17          | Deutschland | Florian Thomas       | F                    | 27. Mai 1991       | Schongau, Deutschland          | 2014         | SC Riessersee               |
| 18          | Deutschland | Tobias Wörle         | F                    | 1. August 1984     | Füssen, Deutschland            | 2019         | Schwenninger Wild Wings     |
| 39          | Finnland    | Jere Laaksonen       | C                    | 28. Februar 1991   | Eurajoki, Finnland             | 2016         | Saryarka Karaganda          |
| 44          | Finnland    | Antti Kerälä         | C                    | 3. Februar 1987    | Hattula, Finnland              | 2019         | Löwen Frankfurt             |
| 47          | Deutschland | Alexander Thiel      | RW                   | 26. Juli 1991      | Kaufbeuren, Deutschland        |              | Augsburger Panther          |
| 51          | Kanada      | Branden Gracel       | F                    | 24. Mai 1990       | Calgary, Kanada                | 2018         | Herning Blue Fox            |
| 61          | Deutschland | Tim Wohlgemuth       | F                    | 22. Juli 1999      | Landsberg am Lech, Deutschland |              |                             |
| 69          | Deutschland | Daniel Oppolzer      | LW                   | 28. Januar 1989    | Kaufbeuren, Deutschland        | 2015         | EC Bad Nauheim              |
| 71          | Finnland    | Sami Blomqvist       | RW                   | 12. Juni 1990      | Örnsköldsvik, Schweden         |              | Vaasan Sport                |
| 74          | Deutschland | Louis Latta          | F                    | 7. August 1998     | Schongau, Deutschland          |              |                             |
| 96          | Deutschland | Max Oswald           | F                    | 12. November 2000  | Mindelheim, Deutschland        | 2019         |                             |

| Offizielle | Offizielle  | Offizielle         | Offizielle       | Offizielle              | Offizielle   | Offizielle   |
| Tätigkeit  |             | Name               | Geburtsdatum     | Geburtsort              | Im Team seit | Letztes Team |
| ---------- | ----------- | ------------------ | ---------------- | ----------------------- | ------------ | ------------ |
| Trainer    | Deutschland | Andreas Brockmann  | 11. Juni 1967    | Bad Tölz, Deutschland   | 2016         |              |
| Co-Trainer | Deutschland | Sebastian Osterloh | 20. Februar 1983 | Kaufbeuren, Deutschland | 2016         |              |

Legende: C = Center, W = Flügelstürmer, RW = Rechter Flügelstürmer, LW = Linker Flügelstürmer, F = Stürmer

#### Saison 2020/21 der DEL2
Das Team schloss die Hauptrunde auf Platz 6 ab und erreichte damit das Viertelfinale. Dort schied man gegen den EHC Freiburg aus.

| Torhüter    | Torhüter    | Torhüter             | Torhüter           | Torhüter           | Torhüter                       | Torhüter     | Torhüter                |
| Nr.         |             | Name                 | Name               | Geburtsdatuml      | Geburtsort                     | Im Team seit | Letztes Team            |
| ----------- | ----------- | -------------------- | ------------------ | ------------------ | ------------------------------ | ------------ | ----------------------- |
| 1           | Deutschland | Dominic Guran        | Dominic Guran      | 12. September 2001 | Kaufbeuren, Deutschland        | 2019         |                         |
| 29          | Deutschland | Benedikt Hötzinger   | Benedikt Hötzinger | 25. Februar 1997   | Füssen, Deutschland            | 2020         | EV Füssen               |
| 30          | Deutschland | Maximilian Meier     | Maximilian Meier   | 3. November 1999   | Füssen, Deutschland            | 2020         | EV Füssen               |
| 32          | Deutschland | Stefan Vajs          | Stefan Vajs        | 13. Juli 1988      | Bonn, Deutschland              | 2010         | Kölner Haie             |
| 32          | Deutschland | Jan Dalgic           | Jan Dalgic         | 4. Januar 1998     | Bonn, Deutschland              | 2019         | Rostocker EC            |
| Verteidiger |             |                      |                    |                    |                                |              |                         |
| Nr.         |             | Name                 | Name               | Geburtsdatum       | Geburtsort                     | Im Team seit | Letztes Team            |
| 4           | Deutschland | Jan Bednář           | Jan Bednář         | 15. Januar 1999    | Lippstadt, Deutschland         | 2019         | Tölzer Löwen            |
| 13          | Deutschland | Fabian Koziol        | Fabian Koziol      | 11. Oktober 1999   | Füssen, Deutschland            | 2017         |                         |
| 16          | Deutschland | Florin Ketterer      | Florin Ketterer    | 17. Juni 1993      | Starnberg, Deutschland         | 2016         | Blue Devils Weiden      |
| 20          | Deutschland | Tobias Echtler       | Tobias Echtler     | 1. Mai 2000        | Füssen, Deutschland            | 2019         | EV Füssen               |
| 21          | Deutschland | Sören Sturm          | Sören Sturm        | 15. Dezember 1989  | Köln, Deutschland              | 2020         | Ravensburg Towerstars   |
| 36          | Deutschland | Justus Meyl          | Justus Meyl        | 19. Juni 2001      | Landsberg am Lech, Deutschland | 2020         |                         |
| 47          | Deutschland | Alexander Thiel      | Alexander Thiel    | 26. Juli 1991      | Kaufbeuren, Deutschland        | 2018         | Augsburger Panther      |
| 55          | Deutschland | Leon van der Linde   | Leon van der Linde | 13. März 2003      | Lindau, Deutschland            | 2020         |                         |
| 76          | Deutschland | Denis Pfaffengut     | Denis Pfaffengut   | 3. November 1997   | Kaufbeuren, Deutschland        | 2014         |                         |
| 91          | Deutschland | Julian Eichinger     | Julian Eichinger   | 7. Mai 1991        | Füssen, Deutschland            | 2018         | SC Riessersee           |
| Angreifer   |             |                      |                    |                    |                                |              |                         |
| Nr.         |             | Name                 | Pos                | Geburtsdatum       | Geburtsort                     | Im Team seit | Letztes Team            |
| 7           | Deutschland | Yannik Burghart      | LW                 | 4. April 2002      | Starnberg, Deutschland         | 2020         |                         |
| 8           | Deutschland | Philipp Krauß        | F                  | 7. März 2001       | Kaufbeuren, Deutschland        | 2020         |                         |
| 9           | Deutschland | Max Oswald           | F                  | 12. November 2000  | Mindelheim, Deutschland        | 2019         |                         |
| 10          | Kanada      | John Lammers         | F                  | 28. Februar 1986   | Bowmanville, Ontario, Kanada   | 2020         | HC Innsbruck            |
| 11          | Deutschland | Joseph Lewis         | RW                 | 26. Juli 1992      | Newport                        | 2017         | Starbulls Rosenheim     |
| 12          | Deutschland | Max Lukes            | LW                 | 12. Oktober 1995   | Mannheim, Deutschland          | 2020         | Bietigheim Steelers     |
| 17          | Deutschland | Florian Thomas       | F                  | 27. Mai 1991       | Schongau, Deutschland          | 2014         | SC Riessersee           |
| 18          | Deutschland | Tobias Wörle         | F                  | 1. August 1984     | Füssen, Deutschland            | 2019         | Schwenninger Wild Wings |
| 19          | Kanada      | Tyler Spurgeon       | C                  | 10. April 1986     | Edmonton, Alberta, Kanada      | 2020         | HC Innsbruck            |
| 22          | \|          | Fabian Voit          | RW                 | 18. August 1996    | Augsburg, Deutschland          | 2020         | ECDC Memmingen          |
| 26          | Deutschland | Maximilian Schäffler | RW                 | 30. März 1992      | Kaufbeuren, Deutschland        | 2015         |                         |
| 35          | Deutschland | Maximilian Hops      | F                  | 15. September 2002 | Lindau, Deutschland            | 2020         |                         |
| 38          | Deutschland | Leon Dalldush        | F                  | 19. März 2001      | Ravensburg, Deutschland        | 2020         | Ravensburg Towerstars   |
| 51          | Kanada      | Branden Gracel       | F                  | 24. Mai 1990       | Calgary, Kanada                | 2018         | Herning Blue Fox        |
| 67          | Deutschland | David Diebolder      | F                  | 24. Januar 2002    | Landsberg am Lech, Deutschland | 2020         |                         |
| 69          | Deutschland | Daniel Oppolzer      | LW                 | 28. Januar 1989    | Kaufbeuren, Deutschland        | 2015         | EC Bad Nauheim          |
| 71          | Finnland    | Sami Blomqvist       | RW                 | 12. Juni 1990      | Örnsköldsvik, Schweden         | 2016         | Vaasan Sport            |

| Offizielle | Offizielle         | Offizielle         | Offizielle        | Offizielle               | Offizielle   | Offizielle   |
| Tätigkeit  |                    | Name               | Geburtsdatum      | Geburtsort               | Im Team seit | Letztes Team |
| ---------- | ------------------ | ------------------ | ----------------- | ------------------------ | ------------ | ------------ |
| Trainer    | Vereinigte Staaten | Rob Pallin         | 19. November 1966 | Chisholm, Minnesota, USA | 2020         | HC Innsbruck |
| Co-Trainer | Deutschland        | Sebastian Osterloh | 20. Februar 1983  | Kaufbeuren, Deutschland  | 2016         |              |

Legende: C = Center, W = Flügelstürmer, RW = Rechter Flügelstürmer, LW = Linker Flügelstürmer, F = Stürmer

#### Saison 2021/22 der DEL2
Das Team schloss die Hauptrunde auf Platz 8 ab und schied in den Pre–Playoffs aus. Am 5. Oktober 2021 kündigte der Trainer Rob Pallin überraschend seinen Vertrag aus persönlichen Gründen. Bereits am 12. Oktober 2021 stand der neue Trainer Tray Tuomie beim Auswärtssieg gegen die Heilbronner Falken an der Bande. Im Januar 2022 verließen Branden Gracel und Sören Sturm die Mannschaft; Ende Januar 2022 konnte der finnische Stürmer Mikko Lehtonen verpflichtet werden. Nach dem Ausscheiden in den Pre-Play-offs am 11. März 2022 wurden die Trainer Tray Tuomie und Sebastian Osterloh am 16. März 2022 entlassen.
| Torhüter    | Torhüter    | Torhüter           | Torhüter           | Torhüter           | Torhüter                       | Torhüter     | Torhüter              |
| Nr.         |             | Name               | Name               | Geburtsdatuml      | Geburtsort                     | Im Team seit | Letztes Team          |
| ----------- | ----------- | ------------------ | ------------------ | ------------------ | ------------------------------ | ------------ | --------------------- |
| 30          | Deutschland | Maximilian Meier   | Maximilian Meier   | 3. November 1999   | Füssen, Deutschland            | 2020         | EV Füssen             |
| 32          | Deutschland | Stefan Vajs        | Stefan Vajs        | 13. Juli 1988      | Bonn, Deutschland              | 2010         | Kölner Haie           |
| Verteidiger |             |                    |                    |                    |                                |              |                       |
| Nr.         |             | Name               | Name               | Geburtsdatum       | Geburtsort                     | Im Team seit | Letztes Team          |
| 13          | Deutschland | Fabian Koziol      | Fabian Koziol      | 11. Oktober 1999   | Füssen, Deutschland            | 2017         |                       |
| 20          | Deutschland | Tobias Echtler     | Tobias Echtler     | 1. Mai 2000        | Füssen, Deutschland            | 2019         | EV Füssen             |
| 21          | Deutschland | Sören Sturm        | Sören Sturm        | 15. Dezember 1989  | Köln, Deutschland              | 2020         | Ravensburg Towerstars |
| 47          | Deutschland | Alexander Thiel    | Alexander Thiel    | 26. Juli 1991      | Kaufbeuren, Deutschland        | 2018         | Augsburger Panther    |
| 55          | Deutschland | Leon van der Linde | Leon van der Linde | 13. März 2003      | Lindau, Deutschland            | 2020         |                       |
| Angreifer   |             |                    |                    |                    |                                |              |                       |
| Nr.         |             | Name               | Pos                | Geburtsdatum       | Geburtsort                     | Im Team seit | Letztes Team          |
| 7           | Deutschland | Yannik Burghart    | LW                 | 4. April 2002      | Starnberg, Deutschland         | 2020         |                       |
| 8           | Deutschland | Philipp Krauß      | F                  | 7. März 2001       | Kaufbeuren, Deutschland        | 2020         |                       |
| 9           | Deutschland | Max Oswald         | F                  | 12. November 2000  | Mindelheim, Deutschland        | 2019         |                       |
| 10          | Kanada      | John Lammers       | F                  | 28. Februar 1986   | Bowmanville, Ontario, Kanada   | 2020         | HC Innsbruck          |
| 11          | Deutschland | Joseph Lewis       | RW                 | 26. Juli 1992      | Newport                        | 2017         | Starbulls Rosenheim   |
| 17          | Deutschland | Florian Thomas     | F                  | 27. Mai 1991       | Schongau, Deutschland          | 2014         | SC Riessersee         |
| 19          | Kanada      | Tyler Spurgeon     | C                  | 10. April 1986     | Edmonton, Alberta, Kanada      | 2020         | HC Innsbruck          |
| 22          | Deutschland | Fabian Voit        | RW                 | 18. August 1996    | Augsburg, Deutschland          | 2020         | ECDC Memmingen        |
| 35          | Deutschland | Maximilian Hops    | F                  | 15. September 2002 | Lindau, Deutschland            | 2020         |                       |
| 51          | Kanada      | Branden Gracel     | F                  | 24. Mai 1990       | Calgary, Kanada                | 2018         | Herning Blue Fox      |
| 67          | Deutschland | David Diebolder    | F                  | 24. Januar 2002    | Landsberg am Lech, Deutschland | 2020         |                       |
| 71          | Finnland    | Sami Blomqvist     | RW                 | 12. Juni 1990      | Örnsköldsvik, Schweden         | 2016         | Vaasan Sport          |

| Offizielle | Offizielle         | Offizielle         | Offizielle        | Offizielle                  | Offizielle            | Offizielle         |
| Tätigkeit  |                    | Name               | Geburtsdatum      | Geburtsort                  | Im Team               | Letztes Team       |
| ---------- | ------------------ | ------------------ | ----------------- | --------------------------- | --------------------- | ------------------ |
| Trainer    | Vereinigte Staaten | Rob Pallin         | 19. November 1966 | Chisholm, Minnesota, USA    | 2020 bis Oktober 2021 | HC Innsbruck       |
| Trainer    | Vereinigte Staaten | Tray Tuomie        | 30. April 1968    | Minneapolis, Minnesota, USA | ab Oktober 2021       | Augsburger Panther |
| Co-Trainer | Deutschland        | Sebastian Osterloh | 20. Februar 1983  | Kaufbeuren, Deutschland     | seit 2016             |                    |

Legende: C = Center, W = Flügelstürmer, RW = Rechter Flügelstürmer, LW = Linker Flügelstürmer, F = Stürmer

#### Saison 2022/23 der DEL2
Das Team schloss die Hauptrunde auf Platz 3 ab und schied im Viertelfinale gegen den EC Bad Nauheim aus. Während der Saison wurde Cheftrainer Marko Raita zum Trainer des Jahres 2022/23 ausgezeichnet. Trotz dieser Ehrung trennte sich der Verein am 30. November 2023 von Raita aufgrund unbefriedigender Entwicklungen und Ergebnisse. Co-Trainer Daniel Jun übernahm daraufhin die Position des Cheftrainers.

| Torhüter    | Torhüter    | Torhüter         | Torhüter         | Torhüter           | Torhüter                          | Torhüter     | Torhüter            |
| Nr.         |             | Name             | Name             | Geburtsdatum       | Geburtsort                        | Im Team seit | Letztes Team        |
| ----------- | ----------- | ---------------- | ---------------- | ------------------ | --------------------------------- | ------------ | ------------------- |
| 35          | Deutschland | Maximilian Meier | Maximilian Meier | 3. November 1999   | Füssen, Deutschland               | 2020         | EV Füssen           |
| Verteidiger |             |                  |                  |                    |                                   |              |                     |
| Nr.         |             | Name             | Name             | Geburtsdatum       | Geburtsort                        | Im Team seit | Letztes Team        |
| 13          | Deutschland | Fabian Koziol    | Fabian Koziol    | 11. Oktober 1999   | Füssen, Deutschland               | 2017         |                     |
| 20          | Deutschland | Tobias Echtler   | Tobias Echtler   | 1. Mai 2000        | Füssen, Deutschland               | 2019         | EV Füssen           |
| 22          |             | Tomáš Schmidt    | Tomáš Schmidt    | 31. Januar 1989    | Ostrov nad Ohří, Tschechoslowakei | 2022         | EC Bad Nauheim      |
| Angreifer   |             |                  |                  |                    |                                   |              |                     |
| Nr.         |             | Name             | Pos              | Geburtsdatum       | Geburtsort                        | Im Team seit | Letztes Team        |
| 3           | Deutschland | Yannik Burghart  | LW               | 4. April 2002      | Starnberg, Deutschland            | 2020         |                     |
| 9           | Deutschland | Max Oswald       | F                | 12. November 2000  | Mindelheim, Deutschland           | 2019         |                     |
| 10          | Kanada      | John Lammers     | F                | 28. Februar 1986   | Bowmanville, Ontario, Kanada      | 2020         | HC Innsbruck        |
| 11          | Deutschland | Joseph Lewis     | RW               | 26. Juli 1992      | Newport                           | 2017         | Starbulls Rosenheim |
| 17          | Deutschland | Florian Thomas   | F                | 27. Mai 1991       | Schongau, Deutschland             | 2014         | SC Riessersee       |
| 19          | Kanada      | Tyler Spurgeon   | C                | 10. April 1986     | Edmonton, Alberta, Kanada         | 2020         | HC Innsbruck        |
| 39          | Finnland    | Jere Laaksonen   | C                | 28. Februar 1991   | Eurajoki, Finnland                | 2016         | Saryarka Karaganda  |
| 76          | Deutschland | Maximilian Hops  | F                | 15. September 2002 | Lindau, Deutschland               | 2020         |                     |

| Offizielle | Offizielle | Offizielle  | Offizielle   | Offizielle | Offizielle | Offizielle   |
| Tätigkeit  |            | Name        | Geburtsdatum | Geburtsort | Im Team    | Letztes Team |
| ---------- | ---------- | ----------- | ------------ | ---------- | ---------- | ------------ |
| Trainer    | Finnland   | Marko Raita |              |            |            |              |
| Co-Trainer |            | Daniel Jun  |              |            |            |              |

Legende: C = Center, W = Flügelstürmer, RW = Rechter Flügelstürmer, LW = Linker Flügelstürmer, F = Stürmer

#### Saison 2023/24 der DEL2
Der ESV Kaufbeuren beendete die Hauptrunde der Saison 2023/24 auf dem fünften Tabellenplatz. In den anschließenden Playoffs setzte sich die Mannschaft im Viertelfinale in einer spannenden Serie mit 4:3 Siegen gegen den EV Landshut durch und erreichte somit das Halbfinale. Dort traf das Team auf den Hauptrundenmeister Kassel Huskies und schied nach fünf hart umkämpften Spielen aus.

| Torhüter    | Torhüter    | Torhüter         | Torhüter         | Torhüter           | Torhüter                          | Torhüter     | Torhüter            |
| Nr.         |             | Name             | Name             | Geburtsdatum       | Geburtsort                        | Im Team seit | Letztes Team        |
| ----------- | ----------- | ---------------- | ---------------- | ------------------ | --------------------------------- | ------------ | ------------------- |
| 30          | Deutschland | Daniel Fießinger | Daniel Fießinger | 20. November 1996  | Marktoberdorf, Deutschland        | 2022         | EHC München         |
| 31          | Deutschland | Rihards Babulis  | Rihards Babulis  | 30. Juni 2001      | Ebersberg, Deutschland            | 2023         | EC Bad Nauheim      |
| Verteidiger |             |                  |                  |                    |                                   |              |                     |
| Nr.         |             | Name             | Name             | Geburtsdatum       | Geburtsort                        | Im Team seit | Letztes Team        |
| 13          | Deutschland | Fabian Koziol    | Fabian Koziol    | 11. Oktober 1999   | Füssen, Deutschland               | 2017         |                     |
| 22          |             | Tomáš Schmidt    | Tomáš Schmidt    | 31. Januar 1989    | Ostrov nad Ohří, Tschechoslowakei | 2022         | EC Bad Nauheim      |
| Angreifer   |             |                  |                  |                    |                                   |              |                     |
| Nr.         |             | Name             | Pos              | Geburtsdatum       | Geburtsort                        | Im Team seit | Letztes Team        |
| 3           | Deutschland | Yannik Burghart  | LW               | 4. April 2002      | Starnberg, Deutschland            | 2020         |                     |
| 9           | Deutschland | Max Oswald       | F                | 12. November 2000  | Mindelheim, Deutschland           | 2019         |                     |
| 10          | Kanada      | John Lammers     | F                | 28. Februar 1986   | Bowmanville, Ontario, Kanada      | 2020         | HC Innsbruck        |
| 11          | Deutschland | Joseph Lewis     | RW               | 26. Juli 1992      | Newport                           | 2017         | Starbulls Rosenheim |
| 19          | Kanada      | Tyler Spurgeon   | C                | 10. April 1986     | Edmonton, Alberta, Kanada         | 2020         | HC Innsbruck        |
| 39          | Finnland    | Jere Laaksonen   | C                | 28. Februar 1991   | Eurajoki, Finnland                | 2016         | Saryarka Karaganda  |
| 76          | Deutschland | Maximilian Hops  | F                | 15. September 2002 | Lindau, Deutschland               | 2020         |                     |

| Offizielle | Offizielle  | Offizielle | Offizielle   | Offizielle | Offizielle | Offizielle   |
| Tätigkeit  |             | Name       | Geburtsdatum | Geburtsort | Im Team    | Letztes Team |
| ---------- | ----------- | ---------- | ------------ | ---------- | ---------- | ------------ |
| Trainer    | Deutschland | Daniel Jun |              |            |            |              |

Legende: C = Center, W = Flügelstürmer, RW = Rechter Flügelstürmer, LW = Linker Flügelstürmer, F = Stürmer

#### Saison 2024/25 der DEL2
Der ESV Kaufbeuren beendete die Hauptrunde der Saison 2024/25 auf dem elften Tabellenplatz. In der ersten Runde der Playdowns konnte im sechsten Spiel gegen die Selber Wölfe der Klassenerhalt in der DEL2 gesichert werden.

### Kooperationen
Seit 2015 kooperiert der ESVK mit dem DEL-Verein ERC Ingolstadt. Seit 2017 besteht zudem eine Kooperation mit dem Oberligisten ECDC Memmingen. Ziel ist in beiden Fällen eine bessere Förderung der Nachwuchstalente.

### Weitere Mannschaften
In der Saison 2011/12 nehmen unter dem Dach des ESVK in allen Altersklassen Mannschaften am Spielbetrieb teil, wobei die Junioren-, die Jugend- und die Schülermannschaft an der höchsten jeweils Spielklasse – der Bundesliga bzw. der DNL – teilnehmen.

### Frauenmannschaft
Seit der Saison 1985/86 nimmt unter dem Dach des ESVK auch eine Frauenmannschaft am Spielbetrieb teil, die ab der Saison 1988/89 an der Fraueneishockey-Bundesliga teilnahm. Nach der Saison 1996/97 stieg die Mannschaft aus der Bundesliga in die – zweitklassige – Damenlandesliga Bayern ab, an der die Mannschaft auch in der Saison 2014/15 noch teilnahm.

### Nachwuchs
- Deutscher Junioren-Rekordmeister (7)
- Süddeutscher U17-Vizemeister (Jugend) 2019
- Deutscher Jugend-Vizemeister[42] 2010
- Deutscher Jugend-Meister 1989, 2007
- Deutscher Schüler-Meister 1999

## Spieler

### Bekannte ehemalige Spieler
- Hans Birk
- Walter Birk
- Armin Birk
- Harald Birk
- Klaus Birk
- Bruce Cassidy
- Robert Dietrich
- Sebastian Furchner
- Rick Goldmann
- Dieter Hegen
- Horst Heckelsmüller
- Manfred Hubner
- Alfred Hynek
- Thomas Holzmann
- Thomas Jörg
- Drahomír Kadlec
- Walter Köberle
- Edgar Lill
- Alfred Lutzenberger
- Vladimír Martinec
- Michael Machek
- Dieter Medicus
- Sebastian Osterloh
- Jochen Reimer
- Patrick Reimer
- Pavel Richter
- Heiner Römer
- Manfred Schuster
- Bohuslav Šťastný
- Alexander Sulzer
- Gō Tanaka
- Thomas Tragust
- Xaver Unsinn
- Stefan Ustorf
- Michael Waginger
- Jordan Webb
- Erich Weishaupt

## Spielstätten

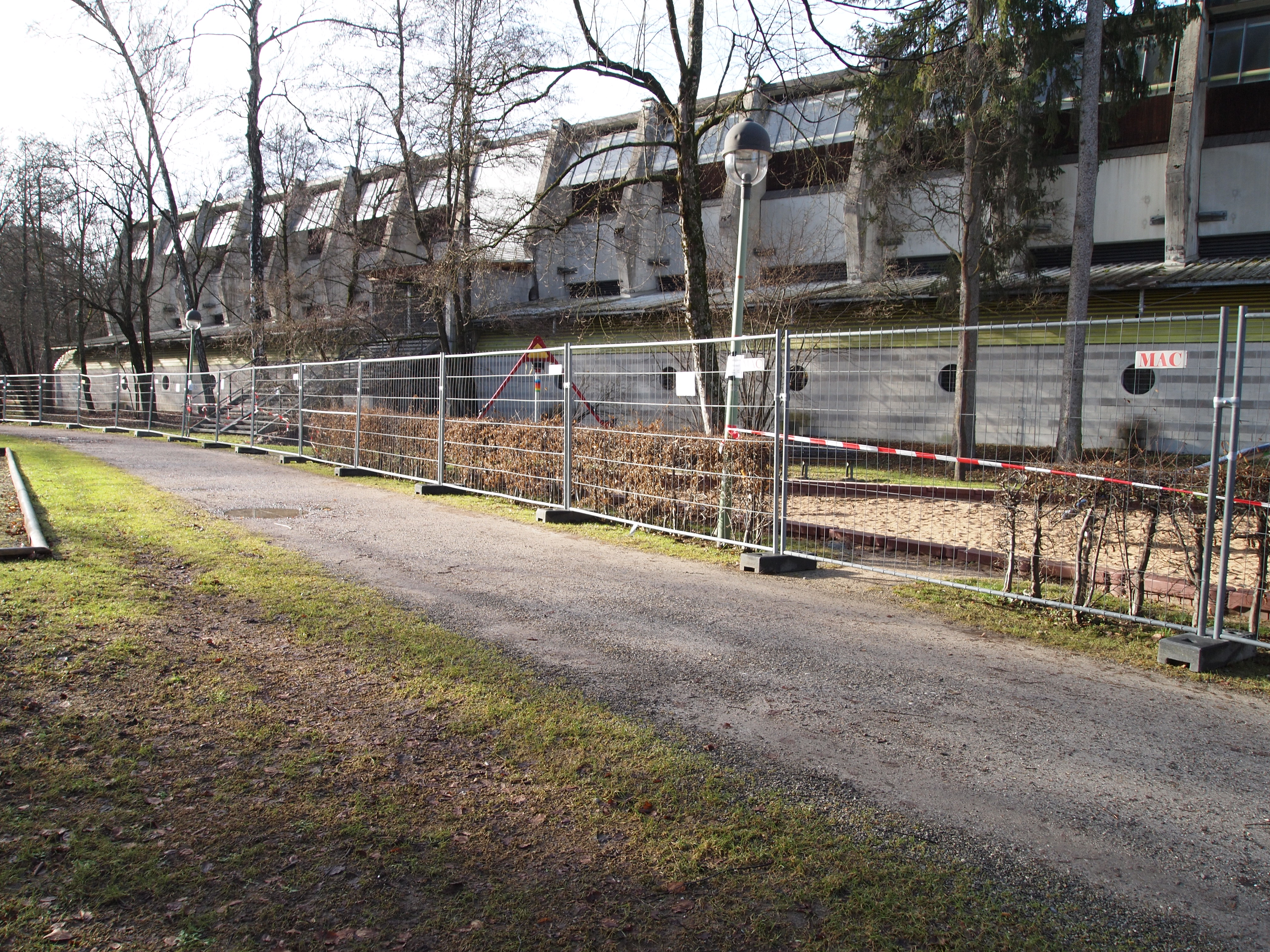
Das Vereinsstadion war wegen statischer Mängel von Dezember 2012 bis Oktober 2013 unbenutzbar und weiträumig abgesperrt.

### Anfang
Nach dem Zweiten Weltkrieg wurden Eishockeyspiele in Kaufbeuren auf dem Eisweiher im Jordanpark, später auch auf einer bespritzten Wiese im Stadtbad und auf dem Kaiserweiher ausgetragen.

### Eisstadion am Berliner Platz
Mit dem Aufstieg in die Oberliga wurde 1956 ein neues, unbedachtes Kunsteisstadion an der Stelle des heutigen Eisstadions am Berliner Platz errichtet, das 5000 bis 6000 Zuschauern Platz bot. 1969 wurde das überdachte Eisstadion am Berliner Platz eröffnet, das zuletzt den Sponsorennamen SparkassenArena hatte und eine Kapazität von 4600 Plätzen besaß.
Am 14. Dezember 2012 wurde das im Vereinseigentum befindliche Eisstadion am Berliner Platz überraschend durch die Stadt Kaufbeuren für jede Nutzung gesperrt. Bei einer bereits im August 2012 durchgeführten routinemäßigen baustatischen Untersuchung des in Betonpylonen verankerten Zugwerks der Halle waren Mängel aufgefallen. Folgende Laboruntersuchungen von Kernbohrung der dachtragenden Pylone ergaben hohe Chloridwerte im Beton, die vermutlich auf einen Eintrag von außen zurückzuführen sind und die Statik der Halle gefährden. Dem Verein entstanden durch die Stadionsperrung Einnahmeausfälle und hohe Mehrkosten für Stadionmieten und Fahrten in benachbarte Eisstadien. Die Stadt Kaufbeuren sicherte in einer Pressemitteilung am 21. Dezember 2012 zu, sich an Aufwänden für Fahrtkosten, Betreuer und Stadionmieten im gemeinnützigen Bereich der Vereinsarbeit zu beteiligen. Nach Abschluss der Sanierungs- und Umbauarbeiten konnte die Spielstätte im Oktober 2013 wieder freigegeben werden.
Bis September 2017 trug der ESV Kaufbeuren seine Heimspiele noch in diesem Stadion aus. Im Oktober 2020 begann der Abriss des Eisstadions am Berliner Platz.

### Energie Schwaben Arena
Der Stadtrat von Kaufbeuren entschied sich per Grundsatzbeschluss vom 1. Juli 2014 für den Neubau eines Eisstadions. Im Beschluss vom 29. Juli 2014 entschied er sich für den Standort „Trainingsplätze des Parkstadion“. Das Bürgerbegehren: „Schützt unseren Stadtsäckel – Kein neues Profi-Eisstadion“ zur Ablehnung der Nutzung des neuen Eisstadions für professionelles Eishockey wurde im Bürgerentscheid vom 18. Januar 2015 abgelehnt. Am 24. Februar 2015 wurde mit dem Stadtratsbeschluss über das Raumprogramm, der Auftrag zur Erstellung der Vorentwurfsplanung für ein Stadion für max. 3500 Zuschauer (mit bis zu 1000 Sitzplätze) erteilt. Der Auftrag ging an das Architekturbüro ASP aus Stuttgart, welches auch beim Referenzstadion Eisstadion Weißwasser tätig war.
Der Bau und der anschließende Betrieb des neuen Stadions erfolgt durch das neue Kommunalunternehmen Eisstadion Kaufbeuren, auf welches die bereits abgeschlossenen Verträge übergingen und dessen Verluste durch die Stadt Kaufbeuren zu übernehmen sind. Der Spatenstich fand am 6. April 2016 statt, die Eröffnung erfolgte am 6. Oktober 2017. Im Oktober 2022 wurde die Arena von Erdgas Schwaben Arena in Energie Schwaben Arena umbenannt, da der Hauptsponsor unter einem neuen Markennamen auftritt.